# Yū Yū Hakusho
Pour les articles homonymes, voir Yū Yū Hakusho (homonymie).
Yū Yū Hakusho (幽☆遊☆白書, litt. « Le livre blanc du jeu fantôme » en français) est un manga écrit et dessiné par Yoshihiro Togashi, prépublié au Japon dans le magazine Weekly Shōnen Jump et publié par Shūeisha en 19 volumes entre le 3 décembre 1990 et le 25 juillet 1994. Il est publié en français aux éditions Kana sous le titre Yu Yu Hakusho ‐ Le gardien des âmes entre mars 1997 et décembre 1999.
Une adaptation en série animée de 112 épisodes produite par le studio Pierrot fut diffusée entre le 10 octobre 1992 et le 17 décembre 1994 sur la chaîne Fuji TV. Aussi appelée en français Yu Yu Hakusho ‐ Les aventuriers de l’au‐delà, elle fut diffusée en France sur Mangas, TF6, NT1 et J-One, et en Belgique sur MCM. Deux films d’animation, Yu Yu Hakusho : le Film (幽☆遊☆白書, Yū Yū Hakusho) et Yu Yu Hakusho ‐ Film 2 : La légende du royaume des ombres (幽☆遊☆白書 冥界死闘篇 炎の絆, Yū Yū Hakusho: Meikai shitō‐hen ‐ Honō no kizuna), sont respectivement sortis le 10 juillet 1993 et le 9 avril 1994. À l'occasion des vingt-cinq années de la série animée, une OVA en deux parties de treize minutes chacune, Yu Yu Hakusho : TWO SHOTS / Noru ka soru ka (幽☆遊☆白書 「TWO SHOTS」/「のるかそるか」, Yū Yū Hakusho: ‘TWO SHOTS’ / ‘Noru ka soru ka’), est également produite et sort le 26 octobre 2018. Les adaptations animées sont éditées en France par Dybex.
En 1993, le manga est récompensé par le Prix Shōgakukan dans la catégorie shōnen. Le tirage de la série s'élève à plus de 50 millions d'exemplaires en circulation, ce qui fait de l'œuvre l'une des séries de mangas les plus vendus.

## Synopsis
Yûsuke Urameshi, quatorze ans, est le parfait délinquant : bagarreur et rebelle. Pourtant, un jour, il meurt en sauvant un petit garçon d'un accident, mais cet enfant aurait survécu miraculeusement même si Yûsuke n'était pas intervenu. Non prévu par les instances du royaume des morts, son sacrifice pose problème. C'est pourquoi on lui propose de revenir à la vie, après avoir réussi à prouver qu'il en est digne. 
Aidé de Botan, la « passeuse d'âmes » qui a réglé son cas lors de sa « mort », de son ami Kuwabara, et sous la direction d'Enma junior, le fils du Roi des ténèbres chargé de l'examen des âmes, Yûsuke devient alors détective du monde des esprits sans le savoir, et est doté de pouvoirs qui l'aideront dans ses différentes tâches, aussi bien dans le monde des humains que dans celui des esprits.

## Personnages

### Principaux

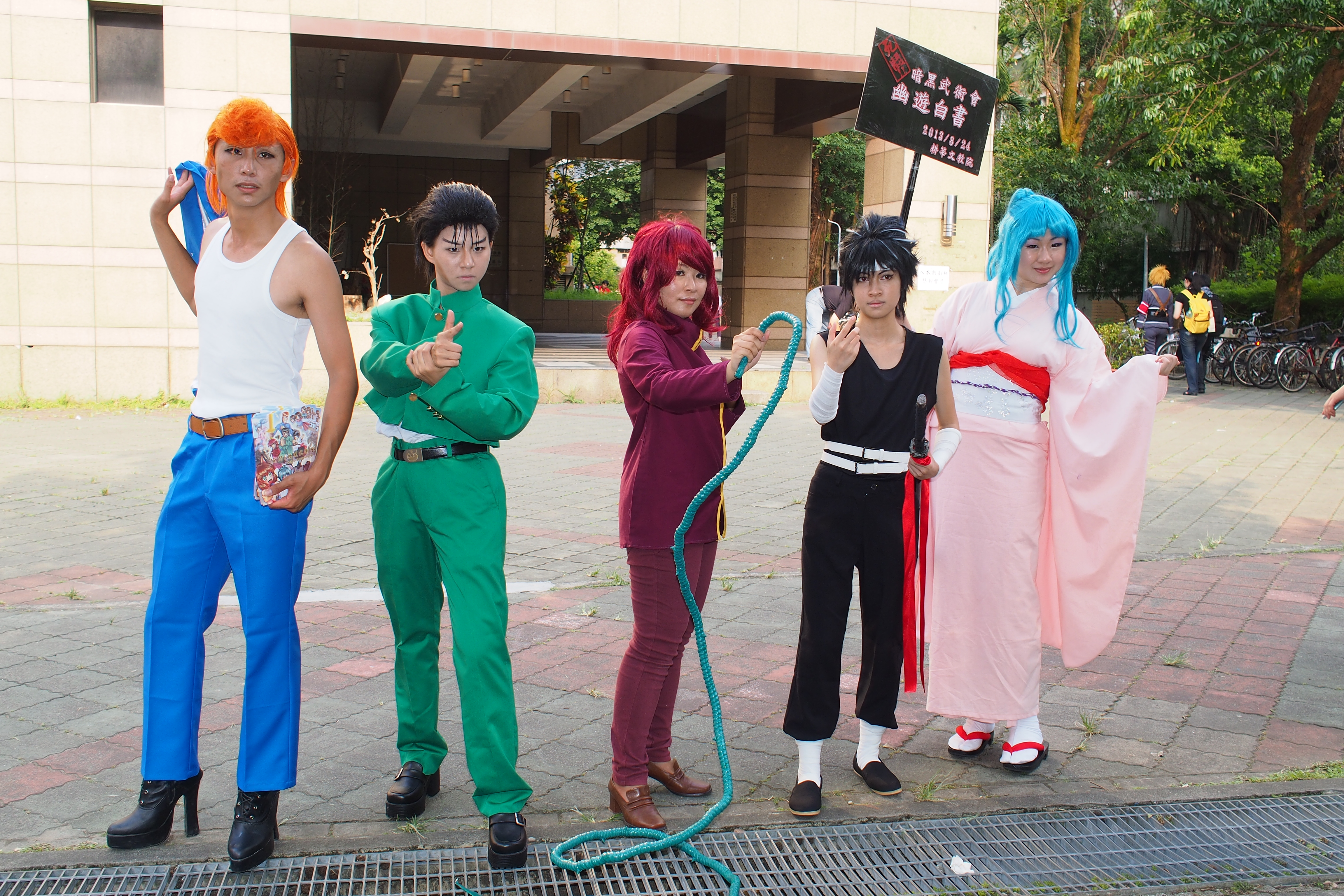
Déguisements amateurs des protagonistes principaux de Yū Yū Hakusho (de gauche à droite : Kuwabara Kazuma, Urameshi Yūsuke, Kurama, Hiei et Botan) durant la Fancy Frontier 22 à Taipei (Taiwan).

- Yûsuke Urameshi (浦飯幽助, Urameshi Yūsuke?)

Armes : poings, pieds, énergies astrale et démoniaque (Mazoku)
Techniques : Rayon astral (Reigun ; tir d'énergie imitant un coup de feu), Vague astrale (Reikoudan ; version amplifiée du Reigun), Mitrailleuse astrale (Shotgun ; tir d'énergie en salve), Onde astrale (source d'énergie astrale augmentant la puissance de son hôte ; léguée par Genkai ; peut aussi faire libérer un Pyû géant en forme d'énergie astrale), Libération (Ante ; pour se libérer des entraves d'énergie retenant sa puissance), Onde démoniaque, Grand Atavisme (réveil de ses gènes de Mazoku par possession), Rayon astro-démoniaque (peut en compléter le tir un bon nombre de fois), Énergie divine
Classe : Humain (aux origines démoniaques) de rang D (au début du manga), B+ (après le combat contre Toguro Junior), S (durant sa possession lors de son dernier duel contre Sensui) puis S+ (à la fin du manga) ; considéré comme l'Humain le plus fort à la fin de l'histoire
Héros de l'histoire. Troisième détective du monde des Esprits et fils d’Atsuko Urameshi. À première vue jovial et énergique, il passe pourtant pour un voyou, bagarreur et se traîne une réputation de caïd imbattable qui suscite la peur de ses camarades d'école et la rivalité de Kuwabara. Cependant, il a bon cœur et n’hésite pas à foncer à la rescousse des gens qu’il juge nécessaire d’aider. Il a tendance à courir comme une tête brûlée en réfléchissant moins et à combattre en ne se fiant qu'à son instinct, sans trop se prendre la tête. Il gagne en puissance et repousse ses limites devant chaque obstacle qu'il parvient à surmonter. On apprendra plus tard, qu’il est le descendant de Raizen, l’un des trois rois du monde des Ténèbres. Il est marié à Keiko Yukimura (à la fin, dans le manga).
- Kazuma Kuwabara (桑原和真, Kuwabara Kazuma?)

Armes : poings, pieds, sabre de l'épreuve et énergie astrale
Techniques : Épée astrale (Reiken ; épée d'énergie aux propriétés spirituelles ; peut l'allonger à volonté), Flèches astrales (Reirenken ; rafale d'Épées astrales), Épée tranche-dimensionnelle (Jigento ; permet de créer une brèche entre les dimensions)
Classe : Humain de rang C (pendant le tournoi), B ((après son combat contre Toguro Senior) puis A ((à la fin du manga) ; sans prendre en compte Yūsuke Urameshi, il peut être considéré comme l'Humain le plus fort à la fin de l'histoire
Meilleur ami et camarade de classe de Yusuke, il est le chef au grand cœur de sa propre bande de loubards et est réputé comme étant après Yusuke, le caïd le plus fort de leur lycée. Frère cadet de Shizuru et amoureux transi de Yukina, c'est un grand sentimental qui adore les chatons et en particulier le sien, Eikichi. Le plus imposant du groupe physiquement, Kuwabara est également plus sensible que les autres à l'énergie astrale et au monde spirituel, lui permettant d'aider à la résurrection de Yusuke et attirant l'attention d'Enma Jr. comme potentiel détective du monde des Esprits, ce qui l'amène à être incidemment impliqué dans les affaires de Yusuke. Homme de principes désireux de combattre à la loyale, Kuwabara peut cependant être orgueilleux et démontre un tempérament bavard, fonceur ainsi qu'assez irréfléchi, ce qui en fait souvent (et à ses propres dépens) le comique de service du groupe, en dépit de sa force ainsi que de sa noblesse d'âme. Malgré leur collaboration, Hiei et lui ne s'apprécient guère et se provoquent souvent, mais entre les deux, se témoigne un respect inapparent mais compréhensible. Il est le seul du quatuor à ignorer la parenté de Hiei et Yukina.
- Kurama (蔵馬?) (en tant que démon) / Shuichi Minamino (南野秀一, Minamino Shūichi?) (identité humaine)

Armes : tout végétal, graines, poings et pieds
Techniques : Rose Whip (fouet couvert d'épines), Pétales dansantes (capables de trancher), Plante de la Mort (rampante ; se déploie dans le corps de sa victime et s'en sert comme engrais pour en jaillir), Plante dévoreuse de démons (carnivore aux bouches sécrétant de l'acide), Plante Ojigi du Monde des Ténèbres (attirée par toute créature qui émet du feu et s'énerve facilement ; enserre sa proie sous ses feuilles et la broie) ; Plante-vampire (se nourrit à mort du sang de sa victime), Mauvaises herbes phosphorescentes (utiles pour retrouver son chemin en cas de perte et sans indice), Arbre de Janen (crée une hallucination à sa victime et la parasite jusqu'à sa mort), Arbre des Ténèbres (arbre géant considéré disparu depuis des millénaires qu'il peut contrôler et utiliser comme arme contre ses ennemis ; demande beaucoup d'énergie pour être manipulé)
Classe : démon de rang S (sous la forme de Youko) réincarné en Humain de rang B (après son combat contre Karasu) puis S+ (à la fin du manga)
Allié et compagnon de Yusuke, également ami et ancien complice de Hiei. Étudiant au lycée Meiho, il vit seul avec sa mère humaine Shiori (son père étant décédé longtemps avant le début de l'histoire) et est la réincarnation humaine d’un yōko (妖狐, « démon-renard »). Le plus intelligent du groupe de Yûsuke, Kurama est un combattant calculateur et expérimenté. D'apparence douce et sensible, il est pourtant réputé auprès des démons comme étant cruel et sans aucune pitié pour ses ennemis. Comme il s'entend avec tout le monde et n'est pas de nature impulsive, il sert parfois de médiateur durant les disputes au sein du groupe, quand il ne s'en amuse tout bonnement pas ou n'est pas complice des farces.
- Hiei (飛影?)

Armes : sabre, poings et pieds
Techniques : Déplacement éclair (Zanzo ; se meut instantanément d'un point à un autre sur de courtes puis moyennes distances ; associé à son attaque au sabre, lui permet de trancher par surprise en un clin d’œil), Le « troisième œil » (Jagan ; augmente son sens de l'observation, son anticipation ainsi que sa réactivité), Rafale de coups enflammés (Jaou ensatsu rengoku shou), Épée de flammes des ténèbres (Jaou ensatsu Ken ; association de ses flammes noires avec la lame de son sabre ; inspirée par l'Épée astrale de Kuwabara), Onde de feu du dragon noir (Jaou ensatsu kokuryūha ; libère avec son bras marqué un dragon de flammes noires qui consume intégralement les ennemis les plus faibles ; le contre-coup de sa consommation en énergie plonge temporairement dans le sommeil).
Classe : démon de rang A (avant sa greffe du troisième œil) régressé au rang D (au moment de la rencontre avec Yusuke), B (après son combat contre Buhi) puis S+ (à la fin du manga)
Allié et compagnon de Yusuke, également ami et ancien complice de Kurama. Défini comme sombre et peu fréquentable, il est en réalité le frère jumeau aux pouvoirs et caractère opposés de Yukina (à laquelle il ne souhaite pas révéler leur parenté, menaçant de mort ceux qui sont dans le secret). Pourvu d'un troisième œil aux pouvoirs étranges qu'il s'est fait greffer au front afin de retrouver deux choses qu'il a perdues, il est cependant un guerrier dans l'âme, combattant émérite qui n'a connu qu'une vie de bandit et a toujours dû se battre pour survivre. Reconnu sans conteste comme le plus agile et le plus rapide du quatuor, sa vitesse de réaction (aidée de son troisième œil) ainsi que ses déplacements furtifs en font un adversaire dangereux et difficile à atteindre, capable de tuer ou trancher en un éclair avec son sabre. De petite taille par rapport au reste du groupe de Yusuke, il démontre aussi son pragmatisme ainsi que sa relative amoralité dans les épreuves à affronter, n'étant pas à cheval sur les principes contrairement à ses compagnons. Malgré leur collaboration, Kuwabara et lui ne s'apprécient guère et se provoquent souvent. Présenté avec une personnalité radicalement arrogante et sans pitié au début, il change pourtant vers une psychologie plus neutre au contact de Yukina et Yusuke.
- Botan (ぼたん?)

Armes : les Sept instruments du détective (artefacts magiques ; transmis au besoin à Yūsuke), batte de baseball (durant l'invasion du monde des Humains par les insectes Makai), armes improvisées (selon la situation)
Classe : Esprit passeur d'âmes de rang inconnu
Pouvoirs : pouvoir de guérison, rame magique (permet de voler ou voyager entre le monde des Humains et celui des Esprits), possession humaine, barrière spirituelle
Guide d'un fleuve Sanzu. En Occident, c'est la déesse de la mort. Assistante de Yusuke et considérée comme le personnage principal féminin de la série. Bien qu'elle porte le même kimono rose quand elle est censée être en service pour sa fonction première, Botan s'habille quand même au gré des circonstances le reste du temps et sait se fondre parmi les Humains. Avant que n’apparaisse Yukina dans l'histoire, elle suscitait durant un temps l'intérêt de Kuwabara.

### Secondaires
- Genkai (幻海, Genkai?)

Maître intransigeante vivant sur un domaine reculé et qui n'a jamais pris de disciple auparavant, elle choisit Yûsuke à la suite des épreuves organisées auprès des postulants et sa victoire en finale contre Rando. Sous ses apparences de vieille femme minuscule et acariâtre, demeure une experte incontestée en arts martiaux, bien qu'elle reconnaisse avec sagesse avoir fatalement faibli avec l'âge. Ancienne amie et équipière de Toguro Junior avec qui elle avait déjà participé au Tournoi des arts martiaux de l'Ombre dans sa jeunesse, elle participe anonymement une seconde fois, au sein de l'équipe Urameshi (sous l'identité du « Guerrier masqué »). Fortement affaiblie après avoir légué l'Onde astrale à Yusuke pendant la participation du reste de l'équipe aux demi-finales, où elle parvient tout de même à conclure par deux victoires successives dont une en se servant de ses poings, elle se fait tuer hors-compétition dans un duel à force inégale contre Toguro Junior et meurt dans les bras de Yusuke. Elle est cependant vengée puis ressuscitée, à la demande de l'équipe Urameshi à la suite de sa victoire, après la mort de son ancien ami et l'avoir revu une dernière fois. Elle devient par la suite le maître de nombreux personnages secondaires. Sous son apparence juvénile, elle a suscité l'intérêt de Shishiwakamaru. La beauté ainsi que la force qu'elle possédait dans sa jeunesse sont également reconnues par Toguro Junior, qui voyait dans son acceptation de la vieillesse et de la mort un gâchis.
Âge : plus de 70 ans.
Armes : poings, pieds et énergie astrale.
Techniques : Rayon astral, Menottes d'énergie, Vague astrale, Mitrailleuse astrale, Onde astrale (dont la concentration de puissance lui permet aussi de rajeunir durant son utilisation), Onde de choc astral lumineuse.
Classe : humaine (considérée comme rang B pendant le tournoi, et B+ à la fin du manga)
- Enma Jr. (コエンマ, Koenma?)

Ami et chef de l'équipe Urameshi. Fils d'Enma, divinité chargée de juger les âmes et de les répartir entre enfer et paradis. Le roi Enma étant toujours absent, c'est lui qui assure non sans mal, le travail par intérim de son père. Toujours muni d'une tétine, il possède deux apparences : celle d'un petit garçon coiffé d'un chapeau (sa forme normale), et celle « adulte » marquée d'un « Jr » sur le front (forme combative qu'il endosse au Tournoi des arts martiaux de l'Ombre par complexe à la suite des railleries de Yusuke et Kuwabara, et continuera d'endosser par la suite). Lui demeurant toutefois inconfortable, il s'en est séparée à la fin de l'histoire après autorisation de son père.
Armes : tétine magique, réacteur dorsal (dissimulé sous sa cape).
Pouvoirs : Anneau anti-maléfice (avec sa tétine), Barrière spirituelle, Échange vitale, Pouvoir de guérison. Il accumule également beaucoup d'énergie en lui au fil du temps (cependant considérable à l'échelle humaine et à condition qu'il ne s'en serve pas).
Classe : divinité.
- Keiko Yukimura (雪村螢子, Yukimura Keiko?)

Amie d'enfance de Yusuke et de Kuwabara, elle est la déléguée de leur classe. Plus tard, elle se lie d'amitié avec Botan, Shizuru et Yukina avec qui elle passe beaucoup de temps. D'un naturel soucieux mais affirmé et bien qu'étant une humaine, elle demeure malgré tout la seule personne à conserver un semblant d'influence sur Yusuke et les claques qu'elle peut donner sous le coup de l'impulsion sont terribles. Quand celui-ci meurt au tout début de l'histoire et assiste à sa propre veillée funèbre, elle est la seule condisciple, sans compter Kuwabara à ressentir du chagrin et regretter sa perte. Elle perd sa longue chevelure peu de temps après, à la suite d'un incendie. Son importance pour Yusuke découverte par l'espionnage de Murugu, Keiko devient dans un second temps la cible prioritaire des zombies humains influencés par les insectes démoniaques sous contrôle des Shiseiju, Suzaku souhaitant atteindre Yusuke à travers elle en tentant de la tuer. Elle prendra soin de Pyû quand ce dernier n'est pas attaché à Yusuke. Avant le départ de ce dernier pour le Monde des Ténèbres, il demande à Keiko de l'attendre et lui fait la promesse de revenir dans trois ans pour l'épouser.
Classe : humaine.
- Shizuru Kuwabara (桑原静流, Kuwabara Shizuru?)

Sœur aînée de Kazuma Kuwabara avec qui elle partage sa sensibilité bien qu'amoindrie au Monde des Esprits, son air brutal ainsi que son courage sans faille, Shizuru s'en distingue néanmoins par son inébranlable flegme. Elle est vue constamment avec une cigarette allumée à la bouche. Durant le Tournoi des arts martiaux de l'Ombre, Shizuru est sauvée deux fois des démons par Mr Sakyo, le mécène de l'équipe Toguro, et développe des sentiments en passant un peu de temps avec lui. Elle reçoit d'ailleurs son briquet en cadeau avant sa mort. Alors qu'elle surprend Keiko en train de poursuivre Pyû devant chez elle, Shizuru embarque avec elle à la recherche du groupe de Yusuke et, grâce à sa perception spirituelle, trouve le chemin de l'hôpital où Keiko se fait piquer par les insectes viraux de Kamiya et tombe malade. Alors qu'elle fait ce qu'elle peut pour la protéger, Genkai les mettent temporairement en sécurité dans un ascenseur, puis après une nouvelle attaque, Shizuru sortit saine et sauve grâce à l'arrivée de Kurama sur les lieux. Dans l'explosion de l'appartement de Yusuke provoquée par Sensui, Shizuru est gravement blessée : échouant à prévenir de l'enlèvement imminent de son frère, elle est retrouvée plus loin dans la rue en train de se vider de son sang. Shizuru survit néanmoins en se faisant soigner et accompagne plus tard Keiko, quand des événements anormaux se produisent durant le combat du groupe de son frère dans la grotte où se trouve celui de Sensui. Shizuru et Keiko suivent Pyû et rejoignent le groupe de Genkai à l'entrée de la grotte. Avant le départ de ses amis pour le Monde des Ténèbres, son frère se met à réviser intensivement afin de se préparer à entrer à l'université, Shizuru veille au grain et le malmène pour s'assurer qu'il étudie sérieusement.
Classe : humaine (néanmoins réceptive à moindre échelle au Monde des Esprits et aux énergies, arrivant par exemple à percevoir vaguement et à distance l'énergie de son frère).
- Yukina (雪菜?)

Princesse des neiges, douce et pure constamment vêtue d'un yukata, elle est la sœur jumelle de Hiei, fille de Hina et se lie d'amitié de Keiko. Retenue prisonnière dans la propriété privée de Tarukane, un milliardaire cupide et immoral qui s'enrichit sur les tortures qu'il lui inflige afin de récupérer les perles créées par ses larmes et d'en faire des bijoux à vendre, elle est sauvée de sa captivité par Hiei dont elle ignore l'identité, tandis que Yusuke et Kuwabara accompagnés par Botan affrontent les frères Toguro. Contrainte ensuite de retourner auprès de ses semblables, elle réapparaît plus tard auprès de Keiko, Shizuru et Botan durant le Tournoi des arts martiaux de l'Ombre, à la recherche de son frère dont elle ignore toujours l'identité. Elle demeure à ce moment avec le groupe dans ce but, dévouée à leur prêter ses pouvoirs de guérison en cas de besoin. Bien qu'elle soit la seule à ne pas vraiment s'en rendre compte, elle enflamme l'amour passionné et indéfectible de Kuwabara depuis la première fois qu'il l'a vue, ce dernier étant dès lors motivé à devenir toujours plus fort afin de préserver Yukina du danger, ce qui est la raison personnelle de sa participation au Tournoi, et accepte sa volonté de retrouver son frère. L'amour que Yukina inspire au cadet de Shizuru est source de situations un peu comiques, mais c'est cet amour qui a permis à l'équipe de Yusuke d'accéder aux demi-finales pendant le Tournoi des arts martiaux de l'Ombre.
Pouvoirs : Pouvoir de congélation, pouvoir de guérison, barrière spirituelle ; ses larmes se transforment en perles blanches.
Classe : démone.

### Antagonistes

#### Partie duDétective des Esprits

##### Arc desTrois Trésors des Ténèbres
- Gôki (Gōki)

Complice de Kurama et Hiei, il a participé avec eux au vol des trois artefacts gardés dans le Monde des Esprits afin de mettre la main sur l'Orbe des Ténèbres, permettant d'extraire et de capturer l'âme des Humains à sa portée. Goki s'en sert pour se nourrir, raffolant des âmes d'enfant. Il croise cependant rapidement la route de Yusuke qui est à la recherche du responsable : il est le premier des démons antagonistes qui succombent à son Rayon astral.
Classe : démon de rang D-

##### Arc duTournoi de Genkai
- Rando

C'est un criminel dangereux et sadique qui s'est emparé des techniques de 99 maîtres d'arts martiaux et s'en sert sur des Humains pour s'entraîner. Son apparence réelle n'étant connue par personne, il a pris les traits d'un jeune moine, Shorin (Shaolin), et s'est fondu dans la foule des participants qui souhaitaient devenir le disciple de Genkai, espérant qu'elle serait son centième maître. Démasqué lors de son combat en demi-finale contre Kuwabara qu'il gagne grâce à un stratagème, Rando perd cependant la finale contre Yusuke en le réutilisant, cette technique mal appréhendée se retournant contre lui. Hors d'état de nuire, il est emmené par Botan afin d'être enfermé.
Techniques : Il possède d'innombrables techniques qu'il aurait volées, même celle du rayon astro-démoniaque (mais de très faible puissance) : il maîtrise entre autres des techniques élémentaires, lui permettant de créer un cyclone et des lames d'air tranchantes, ou encore des boules de flammes. Il peut également user de son énergie pour invoquer des créatures démoniaques mineures (comme de gros poissons carnivores du Monde des Ténèbres). Sa technique la plus illustrée est cependant l'Art de l'Agrandissement et de la Réduction (obtenue en joignant ses mains et se concentrant, tout en récitant une incantation devant être entendue par sa cible).
Classe : démon de rang D

##### Arc desShiseijū
- Suzaku

Chef et membre le plus puissant des Shiseijū accompagné par un oiseau parlant, Murugu. Vaincu inlassablement par Yusuke, Suzaku voulait détruire le Monde des Humains en les transformant en zombies enragés, grâce aux insectes Makai contrôlés par la Flûte Maléfique. Il est finalement tué avec son oiseau dans l'explosion provoquée par l'ultime attaque de Yusuke.
Ses comparses et lui sont inspirés des Quatre animaux.
Armes : Poings et énergie astrale (qu'il concentre grâce à deux antennes capillaires).
Techniques : Ankoku Raijin Ken, Ankoku Raiko Ha, Ankoku Yoro Jin.
Classe : démon de rang D
- Murugu

Espionne des Shiseijū obéissant servilement à son maître Suzaku, Murugu a l'apparence d'un oiseau doué de parole. Elle est tuée avec son maître dans l'explosion provoquée par l'ultime attaque de Yusuke.
Classe : démone.
- Seiryu

Commandant en second des Shiseijū. Appelé également « Dragon bleu », c'est un maître des glaces expert en arts martiaux, implacable et cruel. Après avoir exécuté avec mépris Byakko qui implorait son aide et s'être ri de son calvaire, il est défié sans attendre par Hiei qui le fait imploser assez rapidement par une attaque éclair au sabre.
Ses comparses et lui sont inspirés des Quatre animaux.
Armes : Poings et pieds ; énergie astrale.
Techniques : Arts martiaux (associés à son pouvoir de glace, il peut projeter des attaques qui congèlent sa cible) ; maîtrise du froid et de la glace (qu'il peut créer à partir de rien).
Classe : démon de rang D
- Byakko

Membre le plus imposant des Shiseijū, Byakko a l'apparence d'un félin géant pourvu d'une peau de bête. Parmi son quatuor, Byakko est factuellement l'adversaire le plus tenace : vaincu difficilement et précipité à deux reprises (et à la suite) dans une chute mortelle par Kuwabara, il en réchappe pourtant à chaque fois. Il réapparaît pour la troisième fois, cependant en piteux état, face à Seiryu et le groupe de Yusuke. Implorant l'aide de son allié, il se fait pourtant tuer sans considération ni respect, congelé puis décapité par ce dernier sans toutefois mourir sur le coup, pleurant de douleur dans ses derniers instants. Face à l'absence totale de solidarité de Seiryu qui se moque de sa souffrance, et malgré l'antagonisme précédent de Byakko envers eux, Hiei lui-même montre à sa propre surprise une certaine révulsion et recouvre temporairement la tête du félin avec son vêtement, le temps de le venger.
Ses comparses et lui sont inspirés des Quatre animaux.
À noter que Byakko est le seul ennemi existant à apparaître de façon clairement identifiable dans le premier générique de l'anime (il y est vu poursuivant Botan et Keiko avant d'être explosé par le rayon astral de Yusuke).
Armes : Poings ; poils ; énergie astrale (sous toutes ses formes).
Techniques : Absorbe et utilise à sa guise toute source d'énergie astrale (et augmente aussi bien sa puissance que sa propre masse en conséquence ; plus il absorbe de l'énergie plus il grossit) seulement il est incapable de maîtriser cette technique et risque l'explosion s'il en absorbe trop ; création de minions quadrupèdes à partir de poils de sa crinière ; boule d'énergie (projetée par sa gueule, elle annihile littéralement tout ce qu'elle touche).
Classe : démon de rang D
- Genbu

Membre le plus massif et résistant des Shiseijū, chargé des sous-sols du château. Il est littéralement constitué en pierre et a l'apparence grossière d'un golem pourvu d'une queue. Combattant Kurama sur son propre terrain, disparaissant dans la salle entièrement en pierre et se régénérant inlassablement malgré tous les coups reçus par la Rose Whip, Genbu paraît un moment imbattable jusqu'à ce que son adversaire, patient et observateur, ne découvre son point faible et se saisisse parmi tous ses morceaux dissociés qui l'attaquent, de son noyau vital (qui émet de la lumière contrairement aux autres) : Genbu ne peut ensuite plus se reformer correctement, et se désintègre lorsque Kurama coupe le noyau en deux d'un coup de fouet.
À noter que Genbu, avec son comparse Byakko, fait partie des trois seuls antagonistes réels à être présents dans le premier générique de l'anime (il apparaît brièvement parmi le groupe de silhouettes ennemies montrées dans un panoramique horizontal, avec le minotaure cyclope du Tournoi des arts martiaux de l'Ombre).
Ses comparses et lui sont inspirés des Quatre animaux.
Armes : Pierre sous toutes ses formes (qu'il utilise comme une extension de lui-même) ; chaque parcelle de son corps ; queue (avec laquelle il peut frapper son ennemi).
Techniques : Régénération infinie (tant que son noyau vital reste intact) ; démembrement et assemblement à volonté (chaque partie de son corps peut se dissocier et se mouvoir indépendamment du reste ; il peut ainsi fondre en une pluie de pierres sur son ennemi pour le blesser en demeurant insaisissable) ; maîtrise de la pierre (sous toutes ses formes) ; fusion, disparition et déplacement (dans tout élément ou surface en pierre).
Classe : démon de rang D

##### Arc duSauvetage de Yukina
- Gonzo Tarukane

Le ravisseur (et tortionnaire) de Yukina ainsi que l'employeur officiel des frères Toguro. Milliardaire cupide et immoral, il s'enrichit sur les tortures qu'il inflige à la princesse des neiges afin de récupérer les perles créées par ses larmes et d'en faire des bijoux à vendre. Sa captive est cependant sauvée par son frère Hiei, qui le tabasse à mort mais le laisse en vie grâce à la clémence de la jeune fille, tandis que Yusuke et Kuwabara accompagnés par Botan affrontent la fratrie qu'il avait engagée. Cependant, celle-ci travaillait en réalité déjà pour le compte de l'un de ses homologues, Mr Sakyo : après avoir simulé leur défaite et attendu le départ des protagonistes, Toguro Junior se relève et achève lui-même Tarukane.
Classe : humain.
- Toguro Jr (Toguro-otōto)

Chef de l'équipe Toguro tenant du titre de champion du Tournoi des arts martiaux de l'Ombre qu'il avait remporté avec Genkai y a cinquante ans, Toguro bascule du côté des ténèbres pour obtenir l'immortalité. Motivé par la loi du plus fort, son seul but dans la vie est de se trouver un adversaire à sa hauteur afin de déployer tout son potentiel, c'est d'ailleurs la raison pour laquelle il s'intéresse à Yusuke et le contraint à venir l'affronter au Tournoi des arts martiaux de l'Ombre. Extrêmement puissant, il tue Genkai en duel hors-compétition et sera vaincu par Yusuke, bien décidé à le vaincre, lors du dernier combat de la finale du Tournoi, alors qu'il a dépassé la totalité de sa puissance en utilisant 120 % de sa force. Après le tournoi, il a formulé comme vœu dans l'au-delà, d'être envoyé dans le pire des Enfers, lui assurant des souffrances éternelles (à but, d'après son passé, de repentance). En chemin, il revoit une dernière fois l'amie qu'il avait tuée de ses mains.
Techniques : Il a un corps très résistant et une force hors du commun. Quand il approche 100 % de sa puissance, son apparence se transforme et son aura tue les démons les plus faibles. Il peut également compresser de l'air dans sa main et en relâcher par des pichenettes au moins aussi destructrices que des balles de pistolet.
Classe : humain de rang B+
- Toguro Senior (Toguro-ani)

Membre de l'équipe Toguro, frère aîné du précédent. Opposé à son frère en physique et gabarit, il reste fréquemment perché sur son dos. Cruel et ironique à souhait, il terrorise les autres concurrents du Tournoi des arts martiaux de l'Ombre. Vaincu par Kuwabara puis renié par son frère qui ne considère plus que son propre combat contre Yusuke, il survit grâce à ses capacités de régénération qui le rendent quasi-immortel. Recueilli par Sensui, qui voit en lui une source d'informations, il se fait cependant avaler par le Gourmet qu'il finit toutefois par tuer dans une lente souffrance en s'accaparant son territoire. Il est finalement condamné par Kurama à un supplice psychique éternel en le parasitant avec l'arbre de Janen.
Armes : son propre corps (qu'il peut modeler à volonté sous la forme de l'arme de son choix).
Techniques : Régénération ; peut modeler et déplacer chaque élément de son corps pour attaquer ou protéger son cerveau.
Classe : humain de rang B
- Mr Sakyo (Sakyō-san)

Mécène milliardaire de l'équipe Toguro ayant participé aux paris organisés par Tarukane lors du sauvetage de Yukina par Kuwabara, Yusuke et Botan, il employait déjà les frères quand ils faisaient mine de travailler pour le compte de son homologue. Humain balafré au passé sombre et aux ambitions ambigües, sa morbidité au jeu et les risques autodestructeurs qu'il prend dans ses paris ne semblent motivés que par le plaisir que lui procure l'incertitude d'une victoire. Il désirait ouvrir un passage avec le Monde des Ténèbres après la victoire de son équipe. En plein déroulement du Tournoi des arts martiaux de l'Ombre, il suscite l'intérêt de Shizuru qu'il sauve deux fois de démons et avec qui il partage de l'intimité. Après lui avoir légué son briquet, il honore son dernier pari et se suicide sous ses yeux à la suite de la défaite de son équipe, demeurant sous les décombres du stade pendant sa destruction.
Classe : humain.

#### Partie duTournoi des arts martiaux de l'Ombre

##### Arc duPremier tour
- Rinku

Gamin ayant gagné le premier combat du Tournoi des arts martiaux de l'Ombre contre Kuwabara, il fait partie des Rokuyukai avec Chū, qui l'a sauvé par le passé d'une troupe de brutes. Rusé et naïf, il ne gagne son duel que de peu, grâce à la bêtise de son adversaire. Par la suite un des alliées de Yusuke, il devient disciple de Genkai et amoureux de Sasuga, une démone rencontrée au Tournoi organisé par Yusuke et auquel il a également combattu.
Armes : yo-yos démoniaques (qu'il peut utiliser en frappant ou en les maîtrisant comme des serpents pour entraver son adversaire et le manipuler comme un objet).
Technique : Énergie démoniaque.
Classe : démon de rang C puis A+ (après l'entraînement de Genkai ; S= dans le manga).
- Chū

Chef d'équipe des Rokuyukai durant le Tournoi des arts martiaux de l'Ombre vaincu en duel par Yusuke, devenant son allié et rival, il semble brièvement partager avec Koto une franche camaraderie durant certains combats du Tournoi des arts martiaux de l'Ombre. Il devient par la suite disciple de Genkai. Alcoolique qui aime la vie facile, Chū a un faible pour Natsume, une alliée de Raizen et Enki rencontrée lors du Tournoi organisé par Yusuke et à qui il manifeste son désir de l'épouser, après avoir été contraint d'abandonner contre elle. Comme elle décline au prétexte qu'il est trop faible, Chū lui promet de s'entraîner afin de devenir assez fort pour être digne d'elle.
Armes : Dagues, poings et pieds.
Techniques : Redouté pour sa technique de l'ivrogne (Suiken) et sa force ; boule d’énergie alcoolique ; énergie démoniaque.
Classe : démon de rang C puis A+ (après l'entraînement de Genkai ; S= dans le manga).
- Zeru

Passant de prime abord pour le chef d'équipe des Rokuyukai, il n'en est en fait que le second et chef remplaçant durant le premier tour du Tournoi des arts martiaux de l'Ombre, Chū ayant perdu au tir au sort désignant l’ordre de passage pour les combats et devant normalement rester sur le banc de touche, l'équipe étant trop nombreuse d'un membre pour affronter celle d'Urameshi. Trop sûr de lui, il va jusqu'à se rendre avant la rencontre avec ses équipiers dans les quartiers de leurs futurs adversaires pour les toiser. Toutefois, lorsque vient son tour de combattre au tournoi, il se rend compte trop tard de son erreur face à Hiei, qui utilise lui aussi des attaques de flammes : il est ironiquement le premier antagoniste connu à périr par son Onde de feu du dragon noir, qui le carbonise et n'en laisse rien.
Armes : Énergie démoniaque.
Techniques : Pyrokinésie.
Classe : démon de rang C+ (peut‑être D-).
- Roto

Le membre de l'équipe des Rokuyukai qui a l'air le moins Humain, ressemblant plus volontiers à une sorte de diablotin. Bien qu'il n'en soit pas l'un des plus forts, il en est toutefois certainement le plus vicieux : en effet, il utilise des moyens détournés, déloyaux et lâches pour obtenir la victoire, comme les menaces et le chantage. C'est ainsi qu'il fait chanter Kurama lors de leur duel en mettant concrètement la vie de sa mère humaine (Shiori Minamino) en péril, menaçant s'il ne lui obéit pas de la faire tuer sur-le-champ et à distance par l'un de ses mauvais esprits, qui la guette au même moment dans le Monde des Humains et attend son ordre. Bien qu'il ait temporairement l'illusion de maîtriser la situation et en profite, il paie rapidement de sa vie cette faute sans avoir la possibilité de mettre à exécution sa menace : il est le premier antagoniste connu à mourir de sa Plante de la Mort, qui se répand dans son corps et en jaillit. Son mauvais esprit étant lié à lui, disparaît avec lui.
Armes : Faucilles (apparaissant organiquement de ses avant-bras), gadgets, minions, poings et pieds, énergie démoniaque.
Techniques : Méthodes détournées pour vaincre ses adversaires ; attaque à distance avec des mauvais esprits.
Classe : démon de rang D-.
- Gaou

L'un des membres de l'équipe des Rokuyukai les plus faibles et à l'allure la plus humaine. Il n'aura pas l'occasion de combattre à leur rencontre contre l'équipe Urameshi : ayant réalisé l'écart de puissance entre ses adversaires et lui à la mort de Zeru, il prend peur et tente de s'enfuir avec Imajin en leur abandonnant Rinku mais tombent nez à nez sur leur chef, qui les rejoignait. Pour leur acte de lâcheté, Chū les punit sur-le-champ (le décapitant dans le manga ; le battant à mort dans l'adaptation animée).
Armes : inconnu.
Techniques : inconnu.
Classe : démon de rang D-.
- Imajin

L'un des membres de l'équipe des Rokuyukai les plus faibles et à l'allure la plus humaine, ayant une apparence inspirée de John Lennon (son nom est d'ailleurs un clin d’œil à sa chanson Imagine). Il n'aura pas l'occasion de combattre à leur rencontre contre l'équipe Urameshi : ayant réalisé l'écart de puissance entre ses adversaires et lui à la mort de Zeru, il prend peur et tente de s'enfuir avec Gaou en leur abandonnant Rinku mais tombent nez à nez sur leur chef, qui les rejoignait. Pour leur acte de lâcheté, Chū les punit sur-le-champ (le décapitant dans le manga ; le battant à mort dans l'adaptation animée).
Armes : inconnu.
Techniques : inconnu.
Classe : démon de rang inconnu.

##### Arc desHuitièmes de finale
- le Dr Ichigaki

Le chef de son équipe, un scientifique sans éthique ni scrupules.
Armes : corps, inventions.
Techniques : transformation de son corps et augmentation de ses capacités (après auto-injection d'une substance de sa fabrication).
Classe : démon de rang inconnu.
- M1 / En

Ancien camarade de M2 et M3, comme eux sujet d'expérience et machine à tuer soumise à la volonté du Dr Ichigaki.
Armes : corps, énergie astrale.
Techniques : arts martiaux ; anneaux d'énergie.
Classe : humain de rang C.
- M2 / Kai (dans le manga) / Ryo (dans l'adaptation animée)

Ancien camarade de M1 et M3, comme eux sujet d'expérience et machine à tuer soumise à la volonté du Dr Ichigaki.
Armes : corps, énergie astrale.
Techniques : arts martiaux ; hallebarde d'énergie.
Classe : humain de rang C.
- M3 / Ryo (dans le manga) / Kai (dans l'adaptation animée)

Ancien camarade de M1 et M2, comme eux sujet d'expérience et machine à tuer soumise à la volonté du Dr Ichigaki.
Armes : corps, énergie astrale.
Techniques : arts martiaux ; boules d'énergie.
Classe : humain de rang C.
- M4

Complice avec M5 du Dr Ichigaki. Ils sont tous deux défaits rapidement et hors compétition par Hiei et Kurama, qui s'occupent de les faire parler sur la situation tandis que leurs équipiers mutuels s'affrontent durant la rencontre.
Armes : inconnu.
Techniques : inconnu.
Classe : démon de rang inconnu.
- M5

Complice avec M4 du Dr Ichigaki. Ils sont tous deux défaits rapidement et hors compétition par Hiei et Kurama, qui s'occupent de les faire parler sur la situation tandis que leurs équipiers mutuels s'affrontent durant la rencontre.
Armes : inconnu.
Techniques : inconnu.
Classe : démon de rang inconnu.

##### Arc desQuarts de finale
- Jin

Ninja des Ténèbres ayant participé au Tournoi des arts martiaux de l'Ombre avec ses amis et vaincu par Yusuke, c'est un maître du vent. Ami et rival jovial d'Urameshi, puis il devient disciple de Genkai et participe également au tournoi organisé par ce dernier dans le Monde des Ténèbres qu'il perd contre Souketsu, un des anciens amis et alliés de Raizen. Ses oreilles bougent lorsqu'il ressent des émotions intenses.
Armes : Poings et pieds.
Techniques : Maîtrise du vent ; capable de voler ; énergie démoniaque.
Classe : démon de rang C puis A+ (après l'entraînement de Genkai ; S= dans le manga).
- Tōya

Ninja des Ténèbres ayant participé au Tournoi des arts martiaux de l'Ombre avec ses amis et vaincu par Kurama, c'est un maître des glaces. Allié de Yusuke et nouveau disciple de Genkai, il participe également au tournoi organisé par ce dernier dans le Monde des Ténèbres qu'il perd contre Kujou, un des anciens amis et alliés de Raizen.
Armes : Poings et pieds ; épée de glace (formée au bout de son bras)
Techniques : Maîtrise du froid et de la glace ; peut créer un champ de glace ; énergie démoniaque.
Classe : démon de rang C puis A+ (après l'entraînement de Genkai ; S= dans le manga).

##### Arc desDemi‑finales
- Onji (alias en tant que combattant des Uraotogi) / Suzuki (identité réelle)

Chef d'équipe mégalomane des Uraotogi déguisé en bouffon, ayant auparavant dissimulé son apparence et son énergie sous les traits d'un vieil homme qui gagne comme Shishiwakamaru par défaut un combat contre Kuwabara. Il se fait vite démasquer et battre à mains nues par Genkai (dont il deviendra aussi le disciple). Plus posé et amical par la suite, c'est grâce à son aide logistique que Kuwabara a pu vaincre Toguro Senior, et que Kurama a pu artificiellement retrouver sa forme de Youko contre Karas (intéressé que quelqu'un batte Toguro Junior, que Suzuki avait imploré lors de leur rencontre ce qui lui avait suscité du mépris). Il a participé comme les autres au Tournoi organisé par Yusuke, et en même temps perdu.
Armes : Carte tranchante ; toutes sortes d'équipements magiques qu'il conçoit pour ses alliés.
Techniques : Arc-en-cyclone ; Arc-en-cyclone vive ; sphère du non-retour ; énergie démoniaque.
Classe : démon de rang C puis A+ (après l'entraînement de Genkai ; S= dans le manga).
- Shishiwakamaru

Membre de l'équipe des Uraotogi dont le physique attire beaucoup d'admiratrices durant le Tournoi des arts martiaux de l'Ombre, qui gagne comme Onji par défaut un combat contre Kuwabara. Sous son apparence humaine calme et séduisante, il cache le côté cruel et malfaisant de sa forme démonique (qui deviendra par la suite plus petite et mignonne). Vaincu par Genkai (à laquelle il montrera de l'intérêt lorsqu'elle retrouve sa forme juvénile) en demi-finale et devenu son disciple par la suite, il participera au Tournoi de Yusuke et sera encore vaincu (par forfait contre Hokushin).
Armes : Cape du non-retour (peut envoyer au hasard quelqu'un dans un autre endroit ou un autre plan) ; épée des ténèbres (absorbe l'énergie de son utilisateur).
Techniques : Son épée des ténèbres relâche des fantômes ou âmes capables de dévorer et produire une barrière d'eau tranchante (il peut aussi reprendre une forme démonique et voler) ; énergie démoniaque.
Classe : démon de rang C puis A+ (après l'entraînement de Genkai ; S= dans le manga).

##### Arc de laFinale
- Buhi

Membre de l'équipe Toguro. Il est toujours recouvert d'une imposante armure et n'aurait, à l'exception de son combat contre Toguro Junior où il finit avec une cicatrice sur le front, jamais été vaincu. Défait en finale du Tournoi des arts martiaux de l'Ombre par Hiei avec la technique du Kokuryûha, il est cependant épargné et parvient à survivre à la défaite de son équipe.
Armes : Énorme hache.
Techniques : Aura combative (elle lui permet de se mouvoir dans les airs).
Classe : démon de rang B
- Karasu (Karasu, litt. « Corbeau »)

Membre de l'équipe Toguro. Pourvu d'un masque qui recouvre la partie inférieure de son visage, il gagne de peu en finale du Tournoi des arts martiaux de l'Ombre, son combat contre Kurama mais y laisse également la vie, victime de la plante vampirique lancée juste après la fin du décompte.
Armes : Armes et créatures explosives créées avec son énergie (comme des grenades et des bombes).
Techniques : Il génère des explosions au contact de l'air. Quand il retire son masque pour respirer directement l'air, sa puissance de destruction augmente et sa chevelure change d'apparence.
Classe : démon de rang B

#### Partie duChapitre noir

##### Arc duSauvetage de Yūsuke
- Asato Kido

Allié de Yusuke qui fait partie de l'équipe des détenteurs de pouvoirs recrutés par Genkai. Lorsqu'ils le piègent pour le tester et affrontent son groupe d'amis et Botan, Kido est chargé de garder Yusuke entravé à l'étage. Lorsqu'ils traquent le Docteur à l'hôpital, Kido le démasque, mais un instant trop tard et se fait gravement blessé par Kamiya. Cependant, grâce à son ombre et son sang, il arrive à prévenir Yusuke qui démasque à son tour Kamiya.
Technique : Peut immobiliser son adversaire en marchant sur son ombre ; manipule sa propre ombre.
Classe : humain.
- Yū Kaito

Allié de Yusuke qui fait partie de l'équipe des détenteurs de pouvoirs recrutés par Genkai, il est le rival « intello » de Suichi Minamino dans leur école. Lorsqu'ils piègent Yusuke pour le tester et attirent son groupe d'amis et Botan, Kaito est chargé de les affronter sur son territoire. Après avoir récupéré les âmes de pratiquement tout le groupe, il est battu par Kurama. Kaito accompagne le groupe dans leurs recherches jusqu'au repaire du groupe de Sensui dans une grotte, où il affronte le Maître des jeux et perd sa partie à un quiz. À partir de là, il patiente avec Yanagisawa, Botan et Genkai à l'entrée. Lorsque Kurama revient du Monde des Ténèbres pour un temps déterminé, Kaito bien qu'ignorant la situation, constate avec perspicacité durant leurs cours que quelque chose ne va pas chez lui et propose spontanément son aide ainsi que celui des autres, si le besoin s'en faisait sentir.
Technique : le « mot tabou » (sur son territoire, celui qui prononce le(s) mot(s) par lui décrété(s) « tabou(s) » perd son âme aussitôt) ; annulation de la violence physique sur son territoire.
Classe : humain.
- Mitsunari Yanagisawa

Allié de Yusuke qui fait partie de l'équipe des détenteurs de pouvoirs créés par Genkai. Lorsqu'ils le piègent pour le tester et attirent son groupe d'amis et Botan, Yanagisawa est chargé de garder les clefs de la porte d'accès à l'étage qu'il s'est fait dérober grâce à une des plantes de Kurama et, après les avoir guidé, de prendre l'apparence de Kuwabara durant leur trajet par des chemins séparés pour un ultime test à Yusuke. Lorsqu'ils traquent le Docteur à l'hôpital, Yanagisawa se fait piquer comme Murota par ses insectes porteurs de virus et tombe malade, mais parvient cependant à aider Yusuke dans son affrontement contre Kamiya en prenant l'apparence d'une infirmière pour berner le Docteur au prix d'une blessure. Il accompagne le groupe dans leurs recherches jusqu'au repaire du groupe de Sensui dans une grotte, où Yanagisawa assiste comme Hiei aux affrontements contre Amanuma à des parties de jeu vidéo. À partir de là, il patiente avec Kaito, Botan et Genkai à l'entrée.
Technique : possède le pouvoir de copie parfait ; peut copier à la perfection tous ceux qu'il touche (pensées, corps, son vocal, empreinte ADN et même les pouvoirs astraux ; s'annule avec un choc violent).
Classe : humain.

##### Arc duDocteur
- Shinobu Sensui, « l'Ange noir »

Sensui récupère Toguro Senior agonisant près de la mer sur l'île abandonnée du Tournoi des arts martiaux de l'Ombre. Ancien détective désabusé du Monde Spirituel accompagné d'Itsuki, il a développé un trouble dissociatif de l'identité à la suite d'une série d'événements traumatisants et possède en tout sept personnalités distinctes les unes des autres de par leur puissance et leur psychologie :
- Minoru, l'instigateur de leur plan et unificateur des six complices à sa cause, il est un bavard suave et manipulateur ;
- Kazuya, un violent sadique et ordurier qui se spécialise dans le meurtre et les basses besognes, adore faire souffrir ses victimes et tue des chiots ainsi que des petits enfants pour le plaisir ;
- Naru, une femme enfantine et sensible qui apparaît seulement en présence d'Itsuki, qui l'aime (mais pas autant que Sensui) et prétend qu'elle compose la plus belle poésie qu'il ait jamais entendue ;
- George, un cynique spécialiste des armes à feu et aussi grossier que Kazuya ;
- Makoto, peu loquace et s'occupant essentiellement des tâches quotidiennes encombrantes (ex. : se laver, faire les courses ou la cuisine) ;
- Hitoshi, qui se soucie le plus des animaux et des plantes et est probablement celui qui a convaincu les autres que le seul problème du Monde des Humains était les Humains eux-mêmes ;
- et lui-même (Shinobu), personnalité originelle demeurée pure.

Dominé par une misanthropie profonde, Sensui tente avec ses six complices de détruire l'humanité en ouvrant un passage avec le Monde des Ténèbres, comme le souhaitait son prédécesseur Mr Sakyo. Dominant largement Urameshi et réussissant même à le tuer, il se fait consciemment poursuivre par Kurama, Hiei et Kuwabara dans le passage afin de pousser ce dernier à détruire la barrière spirituelle entre le Monde des Humains et celui des Ténèbres. Sensui qui atteint sa destination et y domine également ses trois adversaires, est finalement vaincu via le Grand Atavisme de Yusuke par le père de ce dernier, Raizen. Son corps est emmené par Itsuki dans une dimension intemporelle afin que l'âme de Sensui ne se fasse pas prendre, le sachant de toute façon condamné.
Sensui est dans l'histoire, l'humain le plus puissant qui ait existé ainsi que le premier antagoniste principal d'un arc narratif à n'avoir techniquement pas été vaincu par Yusuke, le dominant totalement et accomplissant même l'exploit, bien que temporaire, de le tuer pour la seconde fois.
Armes : Fusil à énergie (transforme son bras en arme à feu et sa propre énergie en munition ; arme de prédilection créée et utilisée par Kazuya, mais aussi utilisée par George).
Techniques : arts martiaux (style de « l'Ange noir ») ; sphère astrale ; sphères électriques ; énergie divine ; technique de l'Ange noir (Reiko Reishuu Ken).
Classe : humain ayant obtenu la puissance d'un démon de rang S grâce à l'énergie divine, se situe malgré tout dans le rang inférieur du rang S.
- Hagiri Kaname, « le Sniper »

Complice de Sensui, Kaname l'épaule dans ses actions : il blesse gravement Murota à distance lors de la première rencontre de Sensui avec Yusuke, ravage l'appartement de ce dernier durant leur assaut en tentant d'abattre Mitarai et le retient durant l'enlèvement de Kuwabara. Alors qu'il harcelait Urameshi de ses projectiles tous plus insolites les uns que les autres (allant jusqu'à le faire poursuivre par un camion sans chauffeur) après l'avoir marqué de ses cibles, Kaname est cependant vaincu en un éclair d'une attaque au sabre de Hiei. Comme ce dernier n'a néanmoins touché aucun organe vital, il survit et décide en présence du Dr Kamiya de changer son destin en retournant à ses études. Vivant à nouveau avec sa famille, il est revu plus tard avec une détentrice de pouvoir de son âge qui récupère les derniers souvenirs du cadavre d'un chien, victime de cruauté de la part de condisciples, et transmet ces souvenirs à Kaname qui s'en va seul s'expliquer avec eux. Il disparaît à la fin de ses études.
Technique : transforme tout élément chargé de son énergie en projectile ; désigne une cible sur laquelle il peut envoyer n'importe lequel de ses projectiles à tête chercheuse (même un camion).
Classe : humain.
- Itsuki, « le Gardien »

Ancien ennemi (le seul épargné par Shinobu) ainsi que complice de longue date et intime de Sensui, il est le seul membre non humain de leur groupe et connait chacune des personnalités de son ami (dont Naru, qui n'apparaîtrait qu'à lui seul). Itsuki fait partie du clan des Dresseurs Obscurs et est chargé de l'ouverture du passage en raison de son expertise quant aux dimensions parallèles. Très attaché à Sensui et totalement dévoué, il choisit de le suivre jusqu'à sa mort (qu'il sait proche et inévitable) et retient le groupe de Yusuke et Mitarai dans le sub-espace durant leur duel. Bien qu'il réussit à les retenir suffisamment longtemps pour que Sensui achève leur ami, Itsuki se fait cependant mutiler à l’œil droit quand Kuwabara se sert de son épée transdimensionnelle pour trancher l'Homme à l'Envers et les libérer du sub-espace. À la défaite de Sensui dans le Monde des Ténèbres, il réapparaît et emporte son corps avec lui dans une dimension intemporelle afin de ne pas le laisser se faire prendre et demeurer à ses côtés. Sensui y reposant dans ses bras, Itsuki et lui y ont définitivement disparu.
Armes : enferme ses ennemis dans le sub-espace, une autre dimension existant à l'intérieur d'un monstre bidimensionnel obscur et dressé (« l'Homme à l'Envers »).
Technique : Mains Obscures (son pouvoir prend l'apparence de bras apparaissant autour de sa silhouette par des failles dimensionnelles) ; Caresse Obscure (sert à se faire obéir par l'Homme à l'Envers) ; voyage entre les dimensions ; création de passages interdimensionnels (à l'importance proportionnelle au temps et à l'énergie consacrés).
Classe : démon.
- Kamiya Minoru, « le Docteur »

Complice de Sensui, il est un tueur en série sanguinaire caché sous les traits du Dr Kamiya et prend l'hôpital où il travaille (où est emmené Murota blessé par le Tireur) en otage en y étendant son territoire. Le Dr Kamiya arrive à tuer ou blesser plusieurs personnes (dont Kido et Yanagisawa) durant sa traque et son combat contre Yusuke. Il se réjouit de l’extinction de l'espèce humaine et apprécie l'idée de se faire tuer par un monstre du Monde des Ténèbres (tant que ses semblables périssent avec lui). Arrêté par la police après sa défaite contre Yusuke et sa réanimation par Genkai, le Dr Kamiya parvient cependant à s'évader et retrouve Kaname après sa défaite contre Hiei. À la suite de l'échec du plan de Sensui, il décide de refaire sa vie en allant là où le mènera son chemin, et Kamiya change d'identité grâce à la chirurgie esthétique. On apprend qu'il finit par ouvrir un centre médical pour guérir les malades.
Technique : avec son énergie, use de sa main comme d'un scalpel tranchant ; contrôle d'insectes porteuses de virus de sa création (uniquement sur son territoire et invisibles pour les humains normaux) ; devenu insensible à la douleur (par ingestion d'un mélange personnel de drogues et de médications) ; chirurgie et régénération (même pour une amputation).
Classe : humain.
- Sadao Makihara, « le Gourmet »

Complice de Sensui à la stature imposante qui est généralement vu en compagnie d'Amanuma, Makihara l'aide à capturer et entraver Kuwabara en allongeant ses doigts pour en faire des liens. Son territoire se situe dans son propre corps, avec lequel il peut manger n'importe qui et par là même, voler les pouvoirs de sa victime. Makihara a avalé Toguro Senior (qui prend finalement le dessus sur lui et son territoire en le faisant mourir dans une lente souffrance) avant sa rencontre avec le groupe de Yusuke, et s'est ensuite nourri de Murota à leur insu pour récupérer son pouvoir. Comme Makihara s'est fait tuer et voler son territoire par Toguro Senior, son corps subit le même sort que ce dernier.
Technique : mange entièrement ses adversaires ; en les avalant, s'empare de leurs éventuels pouvoirs.
Classe : humain.
- Tsukihito Amanuma, « le Maître des jeux »

Complice de Sensui qui est généralement vu en compagnie de Makihara et se charge de conduire leur véhicule durant leur fuite après l'enlèvement de Kuwabara, Amanuma est un jeune garçon volontairement solitaire dans sa vie normale, trouvant les autres stupides. Inconscient de certains détails du plan de son groupe et uniquement intéressé par l'idée de pouvoir s'amuser avec insouciance aux jeux vidéo, il est chargé durant l'ouverture du passage de retenir le groupe de Yusuke sur son territoire, où il est le Maître du jeu. Amanuma ignorant exactement les détails de ses propres pouvoirs, il est tué malgré lui par Kurama, défait au cours d'une partie, à l'issue fatale en cas d'abandon des joueurs ou de défaite du Maître du jeu. Amanuma est cependant ressuscité par Enma Junior après la bataille, en raison de son jeune âge. Il est revu après la défaite de Sensui, se faisant des amis de son âge parmi un groupe à une salle d'arcade.
Technique : peut matérialiser n'importe quel jeu vidéo (et ses règles de jeu) à partir de son territoire ; peut comprendre aisément les mécanismes de jeu et s'y adapter.
Classe : humain.

##### Arc duMarin
- Kiyoshi Mitarai, « le Marin »

Mitarai est un jeune homme faible qui se faisait rejeter et martyriser par ses condisciples à l'école. Complice de Sensui avant de se rallier au groupe de Yusuke, il leur offre son aide et ses informations sur ses anciens alliés après sa défaite contre (et son sauvetage par) Kuwabara qui éveille son pouvoir transdimensionnel. Mitarai manque de se faire assassiner par Kaname et Sensui après les soins qu'il a reçus. À la suite de la défaite de Sensui, il est revu désireux de convaincre un de ses professeurs de le laisser se préparer afin de passer des tests d'admission pour ses études.
Techniques : se sert de l'eau mélangé à son sang comme arme ; peut créer des créatures d'eau insaisissables ou une prison d'eau de laquelle seul quelqu'un maîtrisant le passage inter-dimensionnel peut sortir.
Classe : humain.

#### Partie desTrois Rois du Monde des Ténèbres
- Raizen

Ancêtre et père spirituel (sur quarante-quatre générations) de Yusuke issu des Mazoku, une puissante race de démons anthropophages. Raizen est l'inconnu qui par orgueil, vainc aisément Sensui en possédant Yusuke par le Grand Atavisme. Il est l'une des trois grandes puissances du Monde des Ténèbres, roi connu aussi sous le surnom du « Dieu du Combat ». Yusuke en colère contre son ancêtre et souhaitant s'expliquer avec lui pour lui avoir volé sa victoire contre son prédécesseur, Raizen envoie son second Hokushin, Seitei et Tôô dans le Monde des Humains pour escorter son descendant jusqu'à lui afin de le préparer à sa succession : se laissant dépérir car ne voulant plus dévorer d'Humains afin tenir la promesse que Raizen s'est faite (après avoir rencontré l'amour de sa vie, la lointaine ancêtre de Yusuke, durant son passage dans le Monde des Humains il y a sept siècles), les gargouillis de son estomac aux heures de repas pourraient être entendus à travers son territoire et leur serviraient d'horloge, selon Hokushin. Les souffrances provoquées par la faim lui causent également des crises de délire épisodiques. Lors de leur rencontre, Raizen pourtant diminué met sans se forcer une correction à Yusuke et l'encourage à s'entraîner afin d'être en mesure de prendre sa revanche sur lui. Il meurt finalement de disette, après avoir préparé Yusuke à lui succéder. Au grand étonnement de son descendant, beaucoup d'amis et alliés de Raizen se présentent des quatre coins du Monde des Ténèbres pour lui rendre un dernier hommage, dont Koko qui était amoureuse de Raizen avant d'épouser Enki.
Technique : Combativité extrême ; puissance, vitesse et force de frappe brutes ; énergie démoniaque.
Classe : démon de rang S+.
- Mukuro

Une des trois grandes puissances du Monde des Ténèbres, Hiei a accepté son invitation et affronté plus de 500 de ses guerriers afin de gagner en puissance, ou mourir au combat en essayant : Hiei qui était censé mourir à l'issue de son dernier combat en s'entretuant avec son plus faible guerrier d'élite, suscite l'intérêt de Mukuro qui leur sauve la vie en les soignant, respecte son accord avec Hiei en lui montrant sa vraie apparence et en fait plus tard son premier guerrier à la place de Kirin, considérant qu'il a la plus belle âme qu'elle ait rencontrée. Constamment camouflée afin de cacher le fait qu'elle est une femme, son corps mutilé et rapiécé ainsi que les chaînes qu'elle conserve aux poignets témoignent de son atroce passé d'ancienne esclave. Émotionnellement instable, la puissance de Mukuro dépend beaucoup de son état d'esprit. Elle organise des combats mortels entre ses hommes sur son territoire et fait une utilisation intensive de la chirurgie réparatrice. Au Tournoi de l'Unification du Monde des Ténèbres, Mukuro gagne son combat contre Hiei (après un duel hautement émotionnel) puis celui contre Natsume, mais perd finalement face à Enki. Partageant un lien étroit avec Hiei, elle continue de le garder auprès d'elle après le tournoi.
Technique : Fragmentation de l'espace (peut créer une zone cloisonnée et mortellement infranchissable, et le rétrécir pour piéger ses ennemis) ; énergie démoniaque.
Classe : démone de rang S+.
- Yomi

L'une des trois grandes puissances du Monde des Ténèbres. Ancien second et complice de Yokou Kurama qu'il prend mille ans (quatre cents dans le manga) plus tard à son service, Yomi est devenu aveugle et a appris à compenser ce handicap, non seulement en détectant les changements physiologiques (comme le langage non verbal, le rythme cardiaque ou la température corporelle), mais aussi en développant son odorat ainsi que son ouïe, au point que celle-ci lui permettrait d'entendre chaque mot proféré dans son territoire, d'après des dires de Raizen rapportés par Hokushin. Ayant retrouvé le monstre qui lui a ôté la vue à l'époque, il l'a torturé et séquestré dans une chambre froide afin de ralentir la décomposition de son corps pour faire durer son calvaire, lui faisant souhaiter une mort que Yomi lui accorde après l'avoir forcé à avouer devant son ancien complice le nom de son commanditaire (Yokou Kurama lui-même). Il reconnaît cependant à ce dernier ses propres fautes de jeunesse qui l'auront amené à fomenter cette traîtrise, et assure à Kurama comprendre son geste passé en assumant qu'il aurait agi de la même manière à sa place. Yomi encourage les expériences génétiques au sein de son territoire, se concevant lui-même un héritier par cette voie. Au Tournoi de l'Unification du Monde des Ténèbres, il retrouve le feu sacré qu'il avait dans sa jeunesse et bat Shura (son « fils » par clonage), puis gagne d'un rien contre Yusuke au terme du combat le plus spectaculaire du Tournoi. Cependant, Yomi y laisse tellement de forces que cela lui coûte la victoire face à Kokou. Après sa défaite, il part heureux s'entraîner dans un long voyage avec Shura en exprimant à Kurama son bonheur pour leurs retrouvailles, et via lui Yusuke pour leur combat, affirmant que l'issue de leur prochain affrontement sera impossible à deviner.
Technique : Sortilège (s'englobe avec des anneaux runiques entremêlés qui créent un bouclier encaissant les attaques énergétiques) ; absorption d'énergie ; énergie démoniaque.
Classe : démon de rang S+.

### Autres

#### Familles

##### Famille Urameshi
- Atsuko Urameshi (浦飯温子, Urameshi Atsuko?)

Mère alcoolique de Yusuke.
Passant tout son temps à faire la fête, son caractère je-m'en-foutiste condamne son fils au travail et aux tâches ménagères: elle trahit néanmoins sa sensibilité durant son décès temporaire, où elle sombrait dans le chagrin. Son caractère changeant par la suite, elle devient plus attentive envers Yusuke.
Classe : humaine.

##### Famille Yukimura
- Le père de Keiko (螢子の父, Keiko no chichi?)

Le père de Keiko, gérant de la Salle à manger Yukimura (雪村食堂, Yukimura shokudou).
En qualité d'ami d'enfance de sa fille (et de la famille), il apprécie beaucoup Yusuke, qu'il surnomme affectueusement « Yu-chan » (幽ちゃん).
Lors de leur première apparition conjointe avec sa femme au début de l'histoire, durant le décès temporaire du jeune homme, ne le reconnaissant pas ils chassent ce dernier (en réalité, possédant le corps de Kazuma Kuwabara) de leur restaurant, ne croyant pas à ses élucubrations et prenant cette intervention pour une blague macabre insultante envers la mémoire du garçon.
Le jour où Yusuke prévoit de se rendre dans le Monde des Ténèbres, afin de voir Keiko il les visite au restaurant pour un repas.
Classe : humain.
- La mère de Keiko (螢子の母, Keiko no haha?)

Mère de Keiko, elle tient avec son mari le restaurant familial.
En qualité d'ami d'enfance de sa fille (et de la famille), elle aussi apprécie beaucoup Yusuke.
Lors de leur première apparition conjointe avec son époux au début de l'histoire, durant le décès temporaire du jeune homme, ne le reconnaissant pas ils chassent ce dernier (en réalité, possédant le corps de Kazuma Kuwabara) de leur restaurant, ne croyant pas à ses élucubrations et prenant cette intervention pour une blague macabre insultante envers la mémoire du garçon. Le jour de la résurrection de Yusuke, elle tombe malade en raison d'un rhume et est hospitalisée : sa fille, clairement attachée à elle, en est involontairement retardée, manquant de peu d'échouer à aider au retour du jeune homme parmi les vivants.
Le jour où Yusuke prévoit de se rendre dans le Monde des Ténèbres, dans la version illustrée originale elle observe avec son mari la conversation du jeune homme avec Keiko ; dans l'adaptation animée, seul l'époux peut la voir.
Sa version animée est représentée plus jeune que sa version originale.
Classe : humaine.

##### Famille Kuwabara
- Le père de Kuwabara (桑原の父, Kuwabara no chichi?)

Père de Kazuma et Shizuru, il apparaît dans le manga (page 63 du 19e volume), furtivement dans l'OVA de 2018.
Acceptant d'accueillir Yukina sous leur toit, il est grand d'1,94 m et ressemble à une version plus âgée (et décontractée) de son fils. Dans sa version illustrée, il donne l'impression de déjà connaître certaines choses sur le Monde des Esprits.
Classe : humain.
- Eikichi (永吉?)

Le chat adoré de Kazuma.
Il apparaît vers le début de l'histoire lorsqu'un démon déguisé en Humain, voulant pousser son maître à se plier à sa volonté, utilise le petit félin comme otage en menaçant de lui faire du mal pour le faire chanter : il est toutefois rendu sain et sauf à son ami grâce à l'intervention de Yusuke.
Classe : animal.

##### Famille Minamino
- Shiori Minamino (南野志保利, Minamino Shiori?)

Mère veuve de Shuichi (l'identité humaine de Kurama) qui ignore la véritable nature de son fils.
Elle apparaît dans le début de l'histoire comme atteinte d'une maladie mortelle pouvant lui coûter la vie. C'est pour récupérer le Miroir des Ténèbres que Kurama s'est allié à Hiei et Goki : les pouvoirs du Miroir, capable lors de la pleine lune de réaliser n'importe quel souhait, lui offraient l'opportunité de sauver sa mère toutefois, au prix de la vie du demandeur. Yusuke parvint par son geste sacrificiel désintéressé, à briser le sort réservé par le Miroir, qui accepta de réaliser le souhait de Kurama sans faire payer de tribut: ainsi, Shiori fut remise sur pieds et hors de danger. À l'ouverture du Tournoi des arts martiaux de l'Ombre cependant, sa vie est de nouveau mise en péril quand Roto, combattant déloyal qui y affronte son fils, menace de la faire tuer sur-le-champ et à distance par un de ses mauvais esprits qui la guette au même moment dans le Monde des Humains et attend son ordre, ce afin de le faire chanter et obtenir la victoire. Bien que le fils de Shiori lui donne temporairement l'illusion de maîtriser la situation, il fait rapidement payer à Roto de sa vie son acte, sans lui laisser la possibilité d'exécuter son plan : son mauvais esprit mourant avec lui, elle est donc de nouveau saine et sauve. Bien plus tard, Shiori décide de se remarier dans l'intimité : Yusuke et Hiei étant déjà repartis dans le Monde des Ténèbres à ce moment-là, parmi les amis de son fils seul Kuwabara assiste au mariage, cependant Yusuke félicite les noces de sa mère à Kurama. Mais alors qu'elle est en lune de miel avec son nouvel époux, grâce à son fils qui se rendait à son tour dans le Monde des Ténèbres, elle est de nouveau la cible d'un chantage envers lui, par Yomi afin de s'assurer que son fils devienne son allié et serve son projet d'Unification du Monde des Ténèbres.
Classe : humaine.
- Shuichi Hatanaka (畑中秀一, Hatanaka Shuichi?)

Beau-frère cadet homonyme de Shuichi Minamino, à dater du remariage de Shiori avec son père.
Lors du retour temporaire de Kurama du Monde des Ténèbres pour le compte de Yomi, il est utilisé à son insu pour faire pression sur son aîné : toutefois, ce dernier le protège assez efficacement sans trahir son secret.
L'homonymie de son prénom avec celui de son « nouveau frère » est diégétiquement assumé comme purement fortuite. D'un naturel doux et bienveillant, il s'entend très bien avec lui.
Classe : humain.
- Hatanaka (畑中, Hatanaka?)

Père de Shuichi Hatanaka, il devient le beau-père par alliance de Shuichi Minamino (Kurama) en se remariant avec sa mère humaine, Shiori.
Ayant la bénédiction de son « nouveau beau-fils », il est présenté par ce dernier comme étant un homme bien.
Classe : humain.
- L'ancien mari de Shiori (志保利の前夫, Shiori no zenfu?)

Le père biologique humain de Kurama (en tant que Shuichi Minamino).
Il est décédé bien avant le début de l'histoire.
Classe : humain.

##### Famille de Hiei et Yukina
- Hina (氷菜?)

Femme des neiges, la mère de Hiei et Yukina.
Elle est décédée antérieurement à l'histoire, après avoir enfreint les règles de son clan avec un homme des flammes (le père des jumeaux), et donné naissance à une progéniture indésirable aux yeux de ses semblables (Hiei).
Dans l'adaptation animée, elle assiste impuissante à l'abandon par Rui, de son fils qui est lâché dans le vide depuis leur Pays des glaces, ce qui lui cause un immense chagrin : d'après ce qui est rapporté la concernant, elle se sera suicidée de désespoir.
Là où son apparence originale est inconnue dans la version illustrée, elle apparaît clairement dans l'épisode 15 de la série animée.
Classe : démone.
- Rui (泪?)

Congénère et meilleure amie d'Hina, ainsi que la mère adoptive de Yukina au sein de leur clan.
Ce fut elle qui dut, bien malgré elle, abandonner Hiei en le jetant depuis le Pays des glaces dans le vide du ciel. À la suite de la mort tragique de son amie, elle s'occupa de Yukina et lui apprit l'existence de son frère.
Dans l'adaptation animée, quelques années après les faits, elle rencontre de nouveau Hiei devant la tombe de sa mère.
Classe : démone.

#### Humains

##### Lycée Sarayashiki
- Mr Takenaka (竹中, Takenaka?)

Professeur du lycée fréquenté par Keiko Yukimura, Yusuke Urameshi et Kazuma Kuwabara (également le principal dans l'adaptation animée).
C'est un homme bon et respectueux, qui réprimande les professeurs Iwamoto et Akachi pour leurs médisances et actes de nuisance contre Yusuke, Kuwabara ainsi que sa bande, qu'il ne méprise pas contrairement à ses collègues. Il est également le seul membre du corps enseignant à témoigner du chagrin envers Yusuke à sa veillée funèbre au début de l'histoire.
Mr Takenaka tente vainement de lui montrer l'importance des études, et est le seul adulte de son école à lui témoigner une attention bienveillante.
Classe : humain.
- Mr Iwamoto (岩本, Iwamoto?)

Professeur du lycée Sarayashiki.
C'est un homme injuste et mesquin qui est constamment sur le dos des caïds Yusuke Urameshi, ainsi que Kazuma Kuwabara et sa bande de loubards. Même s'il est un Humain ordinaire, il est également le premier antagoniste à subir, à la suite de sa malveillance, le Rayon astral de Yusuke.
Partageant le point de vue de son collègue Akachi sur la « racaille », ils se font complices de leurs magouilles mutuelles pour nuire aux élèves susnommés, et sont les premiers à se réjouir de la mort d'Urameshi au début de l'histoire, médisant même sur lui à sa veillée funèbre : ils sont toutefois redressés par Mr Takenaka, lorsqu'il les prend sur le fait ou surprend l'une de leurs manigances.
Il a un physique imposant, un air sévère ainsi qu'une allure générale de brute épaisse.
Classe : humain.
- Mr Akachi (明石, Akachi?)

Professeur du lycée Sarayashiki.
C'est un homme lâche et vicieux qui est constamment sur le dos des caïds Yusuke Urameshi, ainsi que Kazuma Kuwabara et sa bande de loubards.
Partageant le point de vue de son collègue Iwamoto « racaille », ils se font complices de leurs magouilles mutuelles pour nuire aux élèves susnommés, et sont les premiers à se réjouir de la mort d'Urameshi au début de l'histoire, médisant même sur lui à sa veillée funèbre : ils sont toutefois redressés par Mr Takenaka, lorsqu'il les prend sur le fait ou surprend l'une de leurs manigances.
Il a un physique malingre, de petits yeux ainsi qu'une paire d'incisives proéminentes lui donnant l'air d'un rat.
Classe : humain.
- Le principal (校長, Kōchō?)

Il n'est aperçu qu'en arrière-plan, lorsqu'il reçoit le plaidoyer d'Atsuko Urameshi pour permettre à son fils de réintégrer le lycée.
Classe : humain.

##### Autres humains secondaires
- Shigeru Murota (室田繁, Murota Shigeru?)

Adversaire temporaire puis allié de Yusuke qui fait partie par les circonstances des détenteurs de pouvoirs dans le Monde des Humains. D'abord blessé par le Tireur, il est accompagné par le groupe à l'hôpital et repère la présence du Docteur, qui étend son territoire à l'établissement et le fait piquer comme Yanagisawa par ses insectes porteurs de virus et tomber malade. Murota meurt à l'insu de ses alliés en se faisant dévorer dans une impasse par le Gourmet, qui lui vole son pouvoir.
Technique : Peut sonder l'esprit de ses adversaires pour deviner leurs intentions et anticiper leurs attaques.
Classe : humain.

#### Démons
- George Saotome

Assistant de Enma Jr. Ressemblant grossièrement à un ogre avec deux molaires sur les lèvres et à la peau bleue, il est généralement vêtu d'un pagne en peau de bête et possède une longue chevelure au crâne dégarni. Très facétieux et observateur sur les défauts et manquements de son maître, qui se montre souvent indifférent à sa personne. D'après George, Kuro Momotaro est responsable du massacre de son peuple. Il est attiré par le métier de commentateur sportif.
Classe : démon.
- Enki

Un des vieux alliés et partenaires de Raizen. Comme tous ceux de l'ancienne bande d'amis de ce dernier (dont sa propre épouse Kokou, qui semblait l'aimer avant de s'unir à lui), Enki viendra lui rendre hommage sur sa tombe. À la surprise générale et malgré son manque d'entraînement depuis plusieurs siècles, il domine Mukuro et Yomi lors du Tournoi de l'Unification du Monde des Ténèbres qu'il finit par remporter contre un autre de ses amis et alliés, Saizou. Enki devient à cette occasion le maître absolu des Ténèbres, et se révèle être un dirigeant bon et sage : il fixe à cette occasion la durée de son règne à trois ans et décrète comme loi unique et fondamentale, l'interdiction d'ingérence avec le Monde des Humains.
Technique : Énergie démoniaque.
Classe : démon de rang S+.
- Hokushin

Démon anthropophage sous les ordres de l'une des trois grandes puissances du Monde des Ténèbres, Hokushin est le bras droit fidèle et dévoué de Raizen et gère sans discuter ses affaires courantes, bien qu'il se sente impuissant et démuni face au refus de se sustenter de son maître, qui n'impose pas sa restriction à ses sujets mais ignore ses supplications. À la demande de son souverain, Hokushin accompagné de Tôô et Seitei arrange personnellement la venue de Yusuke à ses côtés et, après l'avoir préparé en l'entraînant, passe avec ses semblables sous ses ordres à la mort de Raizen (qui provoque la profonde tristesse de ses sujets). Servant de partenaire d’entrainement à Yusuke avant le Tournoi de l'Unification du Monde des Ténèbres que son nouveau maître a lui-même organisé, il y participe également et bat de puissants alliés (dont Seitei, Tôô et d'autres frères spirituels), puis Shishiwakamaru par forfait. On le voit ému aux larmes en observant sur les écrans le combat dantesque entre Yusuke et Yomi, pensant à la fierté qu'aurait Raizen en voyant son descendant. Bien que l'on ne sache pas quand ni contre qui, il perd finalement le Tournoi comme les autres et prévoit de continuer son entraînement avec ses camarades jusqu'à la participation de Yusuke au prochain Tournoi. Il est chargé par son maître de gérer l'intendance durant son absence. En apparence, Hokushin et ses semblables ressemblent à de simples moines-guerriers humains et chauves, cependant son niveau de puissance élevé légitime son statut de second du Roi.
Techniques : Style de combat ressemblant également à celui d'un moine-guerrier (agile, élégant et gracieux) ; énergie démoniaque (avec laquelle il peut créer des objets inanimés dont les capacités dépendent de l'énergie démoniaque de leur créateur, comme une entrave organique pour diminuer sa propre puissance et lui permettre de voyager entre le Monde des Ténèbres et celui des Humains ; ou qu'il peut utiliser au combat, comme sous forme de boules d'énergie lors de son duel contre Shishiwakamaru) ; élasticité extrême (peut étirer et allonger les parties de son corps).
Classe : démon de rang S (diminué au rang D avec l'entrave organique quand il se rend dans le Monde des Humains).
- Kirin

Maître des Arts Démoniques au visage demeurant dissimulé sous un casque, sous les ordres de l'une des trois grandes puissances du Monde des Ténèbres, Kirin est le bras droit de Mukuro depuis 250 ans (jusqu'à l'arrivée de Hiei) ainsi que membre de ses 77 guerriers d'élite. Il participe lui aussi au Tournoi de l'Unification du Monde des Ténèbres organisé par Yusuke et le perd. Il œuvre ensuite sans rechigner dans le même groupe de patrouille du Monde des Ténèbres que Hiei.
Techniques : Connaissance et maîtrise des Arts Démoniques.
Classe : démon de rang S.
- Shachi

Démon à l'allure amphibienne, sous les ordres de l'une des trois grandes puissances du Monde des Ténèbres, Shachi est l'orgueilleux et simpliste général et bras droit de Yomi. Sa première rencontre avec Kurama durant une réunion d'état-major sur l'équilibre des trois puissances lui laisse une très mauvaise impression du nouveau, quand il prétend selon son expertise que les seconds respectifs des Trois Rois sont actuellement par leur différence de puissance, leur point faible et seront les éléments déterminants des affrontements à venir. Shachi se montrant envieux quand il observe de loin et constate à quel point Yomi considère Kurama et prend en compte ses opinions, durant une conversation où il propose à son allié comme plan de retourner dans le Monde des Humains pendant un temps prolongé, afin de lui trouver et lui mettre à disposition six démons (en fait, des anciens alliés de Yusuke entraînés par Genkai) assez forts pour que leurs niveaux de puissance respectifs influencent la situation. Shachi envoie alors également un démon-parasite espion dans son monde pour qu'il prenne le contrôle de son nouveau frère par alliance (Suichi, qui ironiquement porte le même nom humain que Kurama) et en fasse un otage, dans le but de le forcer à rester là-bas et regagner l'attention de Yomi. Cependant, Kurama intimide l'espion et respecte sa parole envers Yomi en ramenant avec lui Jin, Chū, Tōya, Rinku, Shishiwakamaru et Suzuki qui ont tous atteint un niveau de puissance satisfaisant. Face à l'attitude toujours insolente de Shachi envers Kurama, alors qu'il n'aurait lui-même jamais eu de vision brillante ni offert de résultats inattendus depuis qu'il est le second de Yomi, son chef et Youda le rabaissent devant tout le monde, et il voit son poste menacé au profit de son ennemi juré. Toujours plus furieux, Shachi prévoit donc de l'assassiner discrètement dans un couloir sans laisser de traces, cependant il ne surprend pas Kurama et, malgré son niveau de puissance, se fait tuer aisément dans son assaut par Yoko, qui le découpe en un éclair avec son fouet. Kurama devient alors le Général des Armées de Yomi à sa place.
Armes : Trident.
Techniques : énergie démoniaque.
Classe : démon de rang S.
- Seitei (dans l'anime) / Seizan (dans le manga)

Démon anthropophage à l'apparence humaine d'un moine-guerrier chauve comme ses semblables, Seitei est l'un des plus puissants serviteurs de l'une des trois grandes puissances du Monde des Ténèbres, Raizen. Il est l'un des deux frères spirituels qui accompagnent Hokushin dans le Monde des Humains jusqu'à la maison familiale de Sanada, afin de rencontrer Yusuke et arranger sa rencontre avec leur souverain. Seitei, après avoir préparé Yusuke en l'entraînant, passe avec ses semblables sous ses ordres à la mort de Raizen, qui provoque la profonde tristesse de ses sujets. Il participe également au Tournoi de l'Unification du Monde des Ténèbres que son nouveau maître a lui-même organisé, et perd contre Hokushin. Seitei prévoit de continuer son entraînement avec ses camarades jusqu'à la participation de Yusuke au prochain Tournoi. À l'inverse de Tôô, il est calme et patient.
Techniques : Style de combat ressemblant également à celui d'un moine-guerrier (agile, élégant et gracieux) ; énergie démoniaque.
Classe : démon de rang A+ (diminué au rang D avec l'entrave organique quand il se rend dans le Monde des Humains).
- Tôô

Démon anthropophage à l'apparence humaine d'un moine-guerrier chauve comme ses semblables, Tôô est l'un des plus puissants serviteurs de l'une des trois grandes puissances du Monde des Ténèbres, Raizen. Il est l'un des deux frères spirituels qui accompagnent Hokushin dans le Monde des Humains jusqu'à la maison familiale de Sanada, afin de rencontrer Yusuke et arranger sa rencontre avec leur souverain. Touou, après avoir préparé Yusuke en l'entraînant, passe avec ses semblables sous ses ordres à la mort de Raizen, qui provoque la profonde tristesse de ses sujets. Il participe également au Tournoi de l'Unification du Monde des Ténèbres que son nouveau maître a lui-même organisé, et perd contre Hokushin. Tôô prévoit de continuer son entraînement avec ses camarades jusqu'à la participation de Yusuke au prochain Tournoi. À l'inverse de Seitei, il est hautain et impatient.
Techniques : Style de combat ressemblant également à celui d'un moine-guerrier (agile, élégant et gracieux) ; énergie démoniaque.
Classe : démon de rang A+ (diminué au rang D avec l'entrave organique quand il se rend dans le Monde des Humains).
- Shigure

Résidant dans le Monde des Ténèbres sur le territoire de Mukuro dont Shigure est le moins puissant de ses 77 guerriers d'élite, et surnommé le « Chirurgien des Ténèbres », c'est lui qui implanta il y a longtemps son troisième œil à Hiei et fut également son maître d'armes, durant le temps où il l'a abrité après la greffe (et la perte de puissance significative de Hiei consécutive à l'opération). Shigure a la tête ornée de perçages (deux anneaux à chaîne du côté droit de la lèvre et du crâne, et trois simples du côté gauche de la mâchoire) et une cicatrice qui lui barre le visage. Il n’accepte de traiter que les patients qu'il juge dignes d'intérêt, après avoir écouté leur histoire personnelle car aimant s'approprier une part de leur histoire (dans le cas de Hiei, en lui faisant jurer, bien que ce ne fût pas son intention personnelle, de ne jamais révéler leur parenté à sa sœur s'il la retrouvait). Shigure rencontre à nouveau Hiei quand, après que ce dernier ait terrassé un demi-millier de ses hommes de rang A, Mukuro le désigne pour l'affronter dans un duel mortel. Bien qu'il ait paru selon toute vraisemblance périr à l'issue du combat, Shigure y survit en réalité : il participe comme beaucoup d'autres au Tournoi de l'Unification du Monde des Ténèbres organisé par Yusuke et y affronte Kurama, qui le bat difficilement : Shigure ayant déjà perdu un combat auparavant, considérant qu'un vrai bretteur ne perd jamais deux fois et préférant la mort à la honte de la défaite, se tue alors en se jetant dans le vide.
Armes : Lame annulaire de soufre (forgée à partir de l'os d'un bison indigène particulièrement imposant du Makai et gardée autour de sa taille).
Techniques : Précision (est capable, autant en tant que chirurgien qu'épéiste, d'inciser à un sept centième de millimètre près) ; Anneau-Boomerang ; Cyclone d'épée.
Classe : démon de rang S.
- Koto

Animatrice, ainsi qu'arbitre du Tournoi des arts martiaux de l'Ombre jusqu'à ce qu'elle ne soit remplacée à ce poste par Juri à partir des demi-finales pour occuper le poste de commentatrice, d'où elle a brièvement montré des talents athlétiques de gymnaste afin de sauver Juri pétrifiée des dommages collatéraux d'une attaque. Koto ressemble à une femme-renarde. Elle anime également avec Youda le tournoi organisé par Yusuke.
Classe : démone.
- Juri

Elle devient arbitre du Tournoi des arts martiaux de l'Ombre à partir des demi-finales, à la suite de Koto. Juri ressemble à une femme-amphibienne. Durant les phases éliminatoires du tournoi organisé par Yusuke, elle est brièvement aperçue en train de travailler comme serveuse d'un restaurant et assiste, comme la plupart des habitants du Monde des Ténèbres, aux résultats à travers la transmission télévisuelle.
Classe : démone.

#### Autre
- Pyû (Pyûsuke)

Créature née de l’œuf nourrie par l'énergie spirituelle de Yusuke au tout début de l'histoire, il symbolise son âme et est donc lié à lui ainsi qu'à son bien-être, partageant ensemble une connexion spirituelle permanente, montrant à quel point Pyû reste attachée à Keiko quand il n'est pas avec lui. Ayant au départ l'apparence d'une sorte d'oiseau en peluche petit et grotesque, Pyû montre cependant beaucoup de volonté et de courage à l'instar de Yusuke notamment quand, malgré leur état mutuel lamentable quand ce dernier essaie de recevoir l'Onde astrale de Genkai, Pyû le rejoint par ses propres moyens et veille sur lui en tentant de lui apporter un peu d'eau. Il devient plus majestueux vers la fin de l'histoire et grandit considérablement en raison de la montée en puissance de Yusuke, devenant alors capable de le prendre sur son dos ainsi que de le protéger.
Classe : démon
Pouvoirs : Vol, barrière spirituelle, sa connexion spirituelle lui permet de servir de passerelle à l'âme d'un défunt pour communiquer avec les humains (il se fait notamment posséder par Genkai durant la finale du Tournoi des arts martiaux de l'Ombre).

## Manga
La série Yū Yū Hakusho, scénarisée et dessinée par Yoshihiro Togashi, est prépubliée dans le magazine Weekly Shōnen Jump à partir du 3 décembre 1990 jusqu'au 25 juillet 1994. Elle est composée de 175 chapitres,.
L'éditeur Shūeisha publie les chapitres sous format tankōbon depuis le premier volume sorti le 10 avril 1991 et termine sa publication avec le volume no 19 sorti le 12 décembre 1994,. Entre le 4 août 2004 et le 4 mars 2005, Shueisha a publié les éditions kanzenban du manga, à savoir 15 volumes comportant chacun une nouvelle couverture avec plus de chapitres que l'édition tankōbon,. Le manga a également été publié dans le cadre d'une série de livres de style magazine Shueisha Jump Remix, constituée de neuf volumes qui sont sortis entre le 22 décembre 2008 et le 27 avril 2009. Une version bunko a commencé à être publiée à partir du 18 novembre 2010 et s'est terminée le 18 octobre 2011,.
La version française a commencé à être publiée par Kana avec un premier volume sorti le 1er mars 1997 et s'est terminée avec un total de 19 volumes le 4 décembre 1999. Un volume est constitué de 196 pages dans un format 115 mm x 175 mm,. Une Star Edition reprenant le modèle de l'édition japonaise bunko en 12 volumes, initialement prévue pour le 9 juillet 2021, est disponible à partir du 26 novembre 2021.
Aux États-Unis, la version anglaise a été publiée par Viz Media entre janvier 2003 et janvier 2010. La série est également publiée dans de nombreux pays autour du monde, notamment par Star Comics en Italie, Editora JBC au Brésil, Glénat en Espagne, Ivrea en Argentine et Comics House en Malaisie. 

### Liste des tomes

#### Édition initiale
| no | Japonais          | Japonais      | Français           | Français      |
| no | Date de sortie    | ISBN          | Date de sortie     | ISBN          |
| -- | ----------------- | ------------- | ------------------ | ------------- |
| 1  | 10 avril 1991     | 4-08-871273-0 | 1er mars 1997      | 9782871296935 |
| 2  | 10 juin 1991      | 4-08-871274-9 | 1er mai 1997       | 9782871296942 |
| 3  | 15 septembre 1991 | 4-08-871275-7 | 1er août 1997      | 9782871291350 |
| 4  | 15 novembre 1991  | 4-08-871276-5 | 1er septembre 1997 | 9782871296966 |
| 5  | 10 mars 1992      | 4-08-871277-3 | 1er novembre 1997  | 9782871296973 |
| 6  | 10 juin 1992      | 4-08-871278-1 | 1er février 1998   | 9782871296980 |
| 7  | 4 août 1992       | 4-08-871279-X | 1er mars 1998      | 9782871296997 |
| 8  | 2 octobre 1992    | 4-08-871280-3 | 16 mai 1998        | 9782871291657 |
| 9  | 2 décembre 1992   | 4-08-871515-2 | 5 septembre 1998   | 9782871291794 |
| 10 | 4 février 1993    | 4-08-871516-0 | 21 novembre 1998   | 9782871291831 |
| 11 | 2 avril 1993      | 4-08-871517-9 | 16 janvier 1999    | 9782871292159 |
| 12 | 9 juin 1993       | 4-08-871518-7 | 13 février 1999    | 9782871292166 |
| 13 | 4 août 1993       | 4-08-871519-5 | 6 mars 1999        | 9782871292173 |
| 14 | 4 octobre 1993    | 4-08-871520-9 | 10 avril 1999      | 9782871292180 |
| 15 | 2 décembre 1993   | 4-08-871521-7 | 5 mai 1999         | 9782871292197 |
| 16 | 4 mars 1994       | 4-08-871522-5 | 3 juillet 1999     | 9782871292203 |
| 17 | 3 juin 1994       | 4-08-871523-3 | 4 septembre 1999   | 9782871292210 |
| 18 | 2 septembre 1994  | 4-08-871524-1 | 20 novembre 1999   | 9782871292227 |
| 19 | 2 décembre 1994   | 4-08-871525-X | 4 décembre 1999    | 9782871292494 |

#### Star Edition
| no | Japonais          | Japonais          | Français         | Français          |
| no | Date de sortie    | ISBN              | Date de sortie   | ISBN              |
| -- | ----------------- | ----------------- | ---------------- | ----------------- |
| 1  | 18 novembre 2010  | 978-4-08-619185-2 | 26 novembre 2021 | 978-2-5051-1009-5 |
| 2  | 15 décembre 2010  | 978-4-08-619186-9 | 26 novembre 2021 | 978-2-5051-1010-1 |
| 3  | 18 janvier 2011   | 978-4-08-619187-6 | 4 février 2022   | 978-2-5051-1011-8 |
| 4  | 18 février 2011   | 978-4-08-619188-3 | 27 mai 2022      | 978-2-5051-1123-8 |
| 5  | 18 mars 2011      | 978-4-08-619189-0 | 1er juillet 2022 | 978-2-5051-1124-5 |
| 6  | 15 avril 2011     | 978-4-08-619190-6 | 9 septembre 2022 | 978-2-5051-1125-2 |
| 7  | 18 mai 2011       | 978-4-08-619191-3 | 6 janvier 2023   | 978-2-5051-1126-9 |
| 8  | 17 juin 2011      | 978-4-08-619192-0 | 3 mars 2023      | 978-2-5051-1127-6 |
| 9  | 15 juillet 2011   | 978-4-08-619193-7 | 26 mai 2023      | 978-2-5051-1128-3 |
| 10 | 18 août 2011      | 978-4-08-619194-4 | 25 août 2023     | 978-2-5051-1129-0 |
| 11 | 16 septembre 2011 | 978-4-08-619195-1 | 27 octobre 2023  | 978-2-5051-1130-6 |
| 12 | 18 octobre 2011   | 978-4-08-619196-8 | 8 décembre 2023  | 978-2-5051-1131-3 |

## Anime

### Série de 1992
Une adaptation voit le jour en 1992. Elle est réalisée par Noriyuki Abe et Akiyuki Arafusa. Elle dure 112 épisodes et s'arrête en 1994. La série reçoit le grand prix "meilleur série de l'année " en 1992 et 1994 par le magazine Animage.

#### Différences notables avec l’œuvre originale
Uniquement dans l'animé, à l'épisode 33 après la victoire de l'équipe Urameshi au premier tour du Tournoi des ombres, Yusuke tente sans succès d'effectuer son rayon astral dans une clairière. Surgit alors Rugby (inexistant dans le manga), membre remplaçant de l'équipe Makaikyosenshi, qui lance un défi à Yusuke : voir si son ballon de rugby maléfique est plus puissant que le rayon astral. Yusuke, incapable de concentrer son énergie, esquive péniblement les assauts du ballon de Rugby, qui a la particularité de suivre la moindre présence d'énergie spirituelle même mouvante, comme un missile à tête chercheuse envers sa cible. Yusuke est sauvé de justesse par Ogyoku, le capitaine des Makaikyosenshi, qui devant l'insistance de Rugby à désobéir à son ordre de rejoindre le stade où les attend l'équipe Toguro (dernier combat du premier tour), finit par l'abattre d'un coup de hache dans le dos. Avant de s'en aller, il annonce à Yusuke qu'il le battra dans les règles pendant le tournoi et lui dit de ne pas se faire tuer entre-temps : ce combat n'aura jamais lieu, puisque Toguro Junior à lui seul (à 45 % de sa force) pulvérisera chaque membre de cette équipe en un temps record.
On peut également noter qu’Atsuko, la mère de Yusuke, disparaît totalement de la série à partir du tournoi des ombres, alors que dans le manga, elle est pourtant bien présente, cette dernière y assistant avec Keiko, Shizuru, Botan et Yukina.

#### Doublage
| Personnages     | Voix japonaises    | Voix françaises   |
| --------------- | ------------------ | ----------------- |
| Yusuke Urameshi | Nozomu Sasaki      | Constantin Pappas |
| Kazuma Kuwabara | Shigeru Chiba      | Yann Pichon       |
| Keiko Yukimura  | Yuri Amano         | Naïke Fauveau     |
| Kurama          | Megumi Ogata       | Frédéric Popovic  |
| Hiei            | Nobuyuki Hiyama    | Martial Le Minoux |
| Koenma          | Mayumi Tanaka      | Naïke Fauveau     |
| Botan           | Sanae Miyuki       | Colette Noel      |
| Yukina          | Yuri Shiratori     | Pascale Chemin    |
| Genkai          | Hisako Kyōda       | Cathy Cerda       |
| Genkai (jeune)  | Megumi Hayashibara | Christine Paris   |
| Toguro          | Tessho Genda       | Bruno Magne       |
| Shinobu         | Rokurō Naya        | Gilbert Levy      |
| Yomi            | Masashi Ebara      | Antoine Tomé      |

### Films etOriginal video animations
Un premier film de 30 minutes sort en 1993, nommé tout simplement Yu Yu Hakusho : le Film et réalisé par le même studio que la série animée. Dans ce film, Yusuke et Kuwabara doivent sauver Enma Jr qui a été enlevé. Les ravisseurs exigent comme rançon le Sceau d'or que Enma utilise pour la condamnation des âmes dans l'au-delà,. Il faut attendre 2007 pour qu'il sorte en France (sous format DVD).
Un deuxième film un peu plus long, soit 1h30, voit le jour en 1994 sous le nom de La légende du royaume des ombres (Meikai Shitou Hen - Honoo no Kizuna). Il sort en VHS en France en 1996. Dans ce film, Yusuke et ses amis doivent se battre contre Yakumo,un monarque déchu du Royaume des Ombres,.
Une série de 5 OAV a été diffusée au Japon entre 1995 et 1996.
Après une longue attente, un nouveau OAV sort en 2018. Il est composé de deux parties. La première se nomme Two Shots et raconte la rencontre entre Kurama et Hiei. La deuxième partie se nomme Noruka Soruka et adapte l’un des derniers chapitres du manga qui n'est pas présent dans la série animée. Dans cette histoire, Yusuke et ses amis doivent faire face à une prise d’otages par des terroristes dans le monde des esprits,.

## Série en live-action
Le 16 décembre 2020, Netflix a annoncé une adaptation en prise de vues réelles de la série. Kazutaka Sakamoto est le producteur exécutif du projet et Akira Morii à sa production au studio Robot Communications. Au cours du Netflix Festival Japan début novembre 2021, la plateforme annonce la sortie de Yu Yu Hakusho pour décembre 2023.

## Produits dérivés
Le manga a fait l'objet d'une série prolifique de jeux vidéo sur plusieurs plateformes.
Les quatre personnages principaux sont jouables dans les jeux vidéo Jump Super Stars et Jump Ultimate Stars disponibles sur Nintendo DS et sortis en 2006.
Yusuke, Hiei et Toguro Junior font leur apparition dans le jeu vidéo J-Stars Victory Vs en tant que personnages jouables, sorti sur PlayStation 3, PlayStation 4 et PlayStation Vita en 2014. Ils refont de nouveau leur apparition dans le jeu Jump Force, sorti sur PlayStation 4 en 2019.

## Accueil

### Manga
Yū Yū Hakusho s'est vendu à plus de 50 millions d'exemplaires, ce qui en fait l'une des séries de mangas les plus vendues. En 1993, Yū Yū Hakusho a valu à Yoshihiro Togashi le Prix Shogakukan dans la catégorie shōnen. Dans le sondage Manga Sōsenkyo 2021 de TV Asahi, dans lequel 150 000 personnes ont voté pour leur top 100 des séries de mangas, Yū Yū Hakusho s'est classé n°17.

### Anime
La série télévisée Yū Yū Hakusho a été élue meilleur anime de l'année lors des Grands Prix Animage Anime de 1994 et 1995 et deuxième meilleur anime en 1993 après Sailor Moon,,.

## Autour du manga

### Généralités
Des similitudes entre les personnages de Yū Yū Hakusho et Hunter × Hunter, une autre série de Yoshihiro Togashi, peuvent être relevées, que ce soit sur le plan psychologique ou physiologique :
- Yusuke et Gon pour leur légèreté, leur côté espiègle et sympathique ainsi que leur couleur de prédilection (le vert),
- Hiei et Kirua pour leur passé d'assassin et leur tempérament sombre,
- Kurama et Kurapika pour leur comportement loyal, authentique et réfléchi ainsi que leur côté mystérieux,
- Et enfin, Kuwabara et Léolio pour leur tempérament fonceur au grand cœur et leur impulsivité.

### Rang
Le rang aussi appelé classe dans l'anime distingue la puissance de chaque individu présent dans le manga qu'il soit humain ou démon. La classe avérée la plus faible est E et la plus forte est S (… < E < D < C < B < A < S). Ainsi les monstres les plus couramment rencontrés sont souvent de classes/rang E ou D. Il y a aussi des différences au sein même des rangs, différenciées par -/=/+ , ces signes permettent de placer plus précisément le monstre/humain en question dans le rang, il peut appartenir à la catégorie inférieure, centrale ou supérieure du rang. À noter aussi qu'il peut y avoir d'énormes différences de puissances entre les rangs notamment entre les A et S par exemple.

#### Précisions
- Un humain ne peut théoriquement pas se hisser au-dessus du rang A, l'énergie spirituelle n'étant pas assez puissante pour cela ;
- Seul les démons et les monstres (possédant l'énergie démoniaque) peuvent appartenir au rang S ;
- Les démons de rang A et S n'ont pas le droit de circuler dans le monde spirituel ou le monde des humains et ne peuvent de toute façon pas y accéder grâce à une barrière qui détecte leurs trop grandes puissances et les empêche de passer d'un monde à l'autre ;
- Le seul système trouvé par les monstres pour circuler entre les mondes est de brider leur puissance depuis le monde des ténèbres grâce à un parasite ;
- Le rang S est particulier car il n'a pas de limite de puissance, un système de « point de combat » a alors été mis en place dans le monde des ténèbres pour estimer réellement la puissance d'un monstre : on considère ainsi que la puissance d'un monstre pour rentrer dans la catégorie de rang S est de 100 000 points ;
- Seuls les monstres présentant plus de 500 000 points peuvent rentrer dans la catégorie supérieure du rang S : ils ne sont qu'une vingtaine dans le monde des ténèbres ;
- Cette différence de puissance au sein du rang S signifie qu'un monstre de 100 000 points (qui est déjà suffisant pour éliminer n'importe quel humain et détruire des villes entières) peut se faire battre en quelques secondes par un monstre du rang S+ possédant par exemple plus de 1 000 000 points.

#### Exceptions
- Sensui est le seul humain à s'être élevé au rang S, grâce à son pouvoir : l'Énergie divine, qu'il fut le seul à maîtriser entièrement dans toute l'histoire ;
- Yusuke arrive à rejoindre le rang S grâce au Grand Atavisme (de par ses origines Mazoku) comme il est en vérité un hybride mi-humain, mi-démon, empêchant l'âme de Yusuke de quitter son corps à sa (seconde) mort et permettant sa résurrection. Il est ainsi doté d'un noyau à la place du cœur et possède à la fois l’énergie spirituelle et hérite de l’énergie démoniaque de classe S de son ancêtre ;
- Kurama dans son corps humain réussi à s’élever au rang S en redevenant Yoko-Kurama, sa forme originelle de démon-renard qui n'est autre qu'un redoutable monstre des ténèbres.